# Náchod
Náchod (německy Nachod) je město v okrese Náchod v Královéhradeckém kraji v turistickém regionu Kladské pomezí na severovýchodě Čech. Bylo založeno v polovině 13. století rytířem Hronem z rodu Načeradiců. Ten založil hrad na strategickém místě, kde se zemská stezka zužuje do průsmyku zvaného Branka. Žije zde přibližně 20 tisíc obyvatel.
Název vznikl od toho, že se přes Náchod chodilo do Slezska (od roku 1945 do Polska). Hraniční přechod Náchod-Běloves/Kudowa Słone leží na hlavní trase Praha–Varšava (silnice E67). Náchodem protéká řeka Metuje. Historické jádro města je městskou památkovou zónou. Dříve byl také významným textilním centrem („Manchester východu“). Místní část Běloves má statut lázeňského místa.

## Historie
]

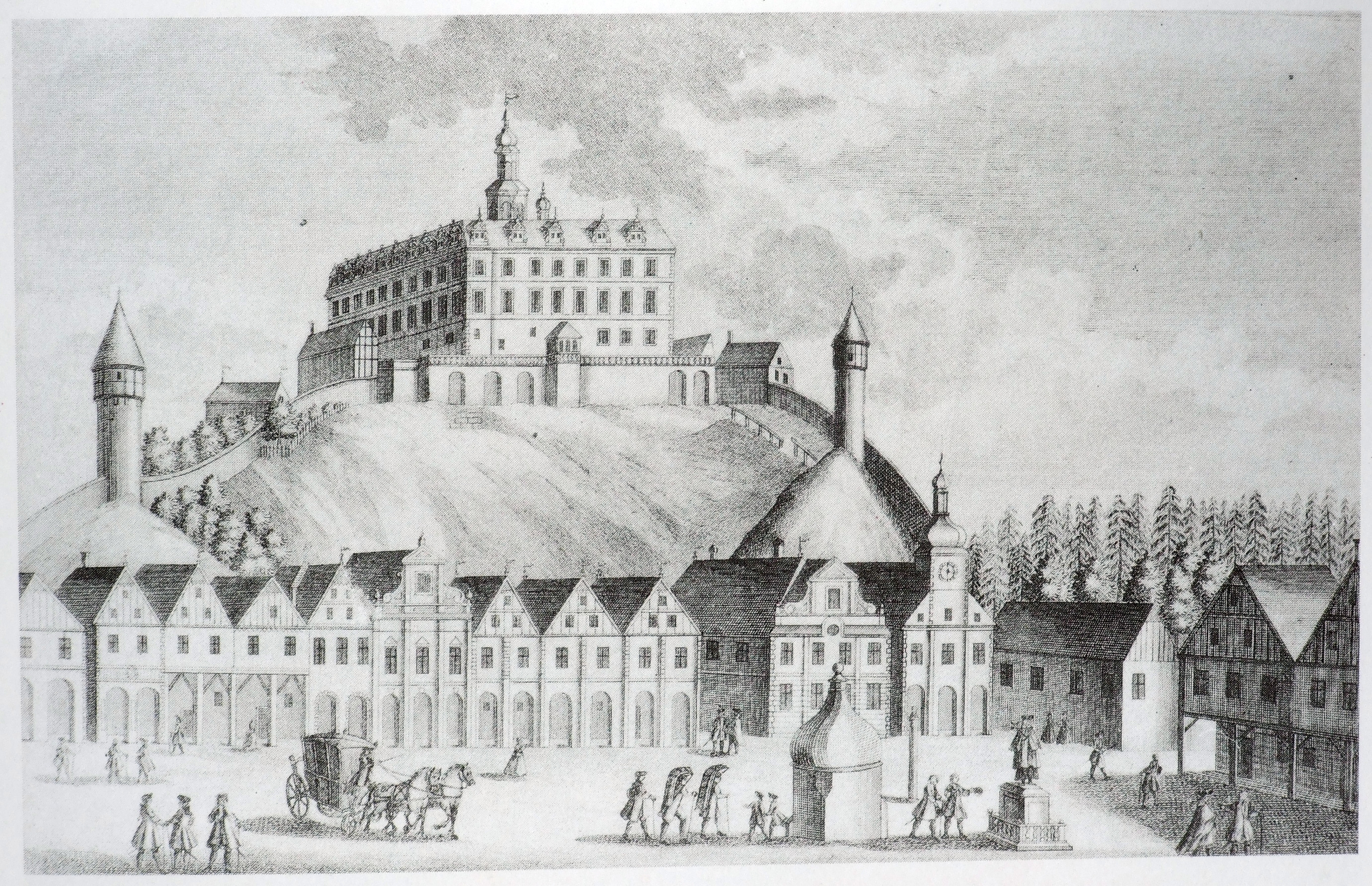
Náchodské náměstí a zámek (J. G. Ringle, mědirytina, cca 1740)

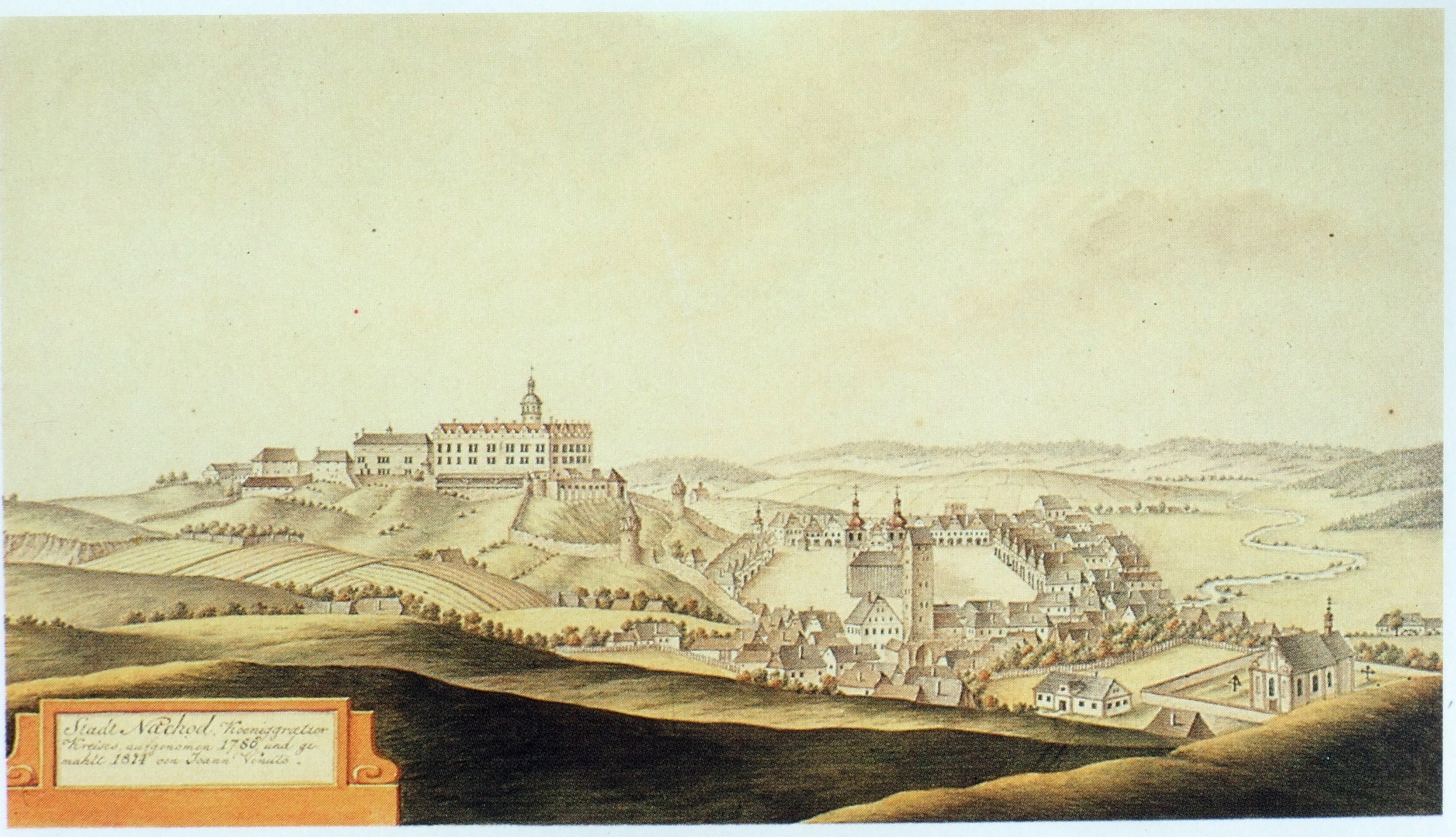
Náchod, kresba Johanna Venuta z roku 1786

První písemná zmínka pochází z roku 1254. Kolem poloviny 13. století založil Hron z rodu Načeradiců hrad sloužící k ochraně území, kterým procházela stará obchodní zemská cesta spojující Prahu s Kladskem a Slezskem a pod ním pravděpodobně i město. Hrad se nacházel na strategicky důležitém místě, kde se zemská stezka zužovala do průsmyku nazvaného Branka. Jméno Náchod je poprvé zdokumentováno v písemných pramenech v roce 1254 a vzniklo jako označení místa, kterým se chodí nebo prochází.
Předchůdcem města byla trhová ves na místě dnešního Starého Města, jejíž význam dokumentuje hřbitovní kostel svatého Jana Křtitele ze 13. století. Od začátku 14. století bylo město Náchod chráněno hradbami, na něž navazovaly dvě další linie hradeb táhnoucí se nahoru k hradu. Okolo této doby začala též vznikat i dvě nejvýznamnější předměstí – Horské a Krajské před oběma branami.
Během staletí se majitelé hradu střídali – mezi nimi král Jan Lucemburský a od roku 1437 sirotčí hejtman Jan Kolda II. ze Žampachu. K významným změnám docházelo i ve vzhledu hradu. Z původního opevnění v nejvyšším místě ostrohu se zvětšil do velkého fortifikačního celku. Roku 1544 Náchod získal mocný a bohatý rod Smiřických ze Smiřic, jehož nárokům středověké sídlo nevyhovovalo – mezi lety 1566 a 1614 byl hrad přestavěn na pohodlný renesanční zámek a nastala doba největšího kulturního i hmotného rozmachu města. Náchod byl nadán výsadami, které je téměř rovnaly postavení měst královských. 1601 koupilo město Náchod rytířský statek v Slaným (Slaney, německy Schlaney, od 1945 polsky Słone) v Kladském hrabství, který ztratilo 1945 po druhé světové válce.

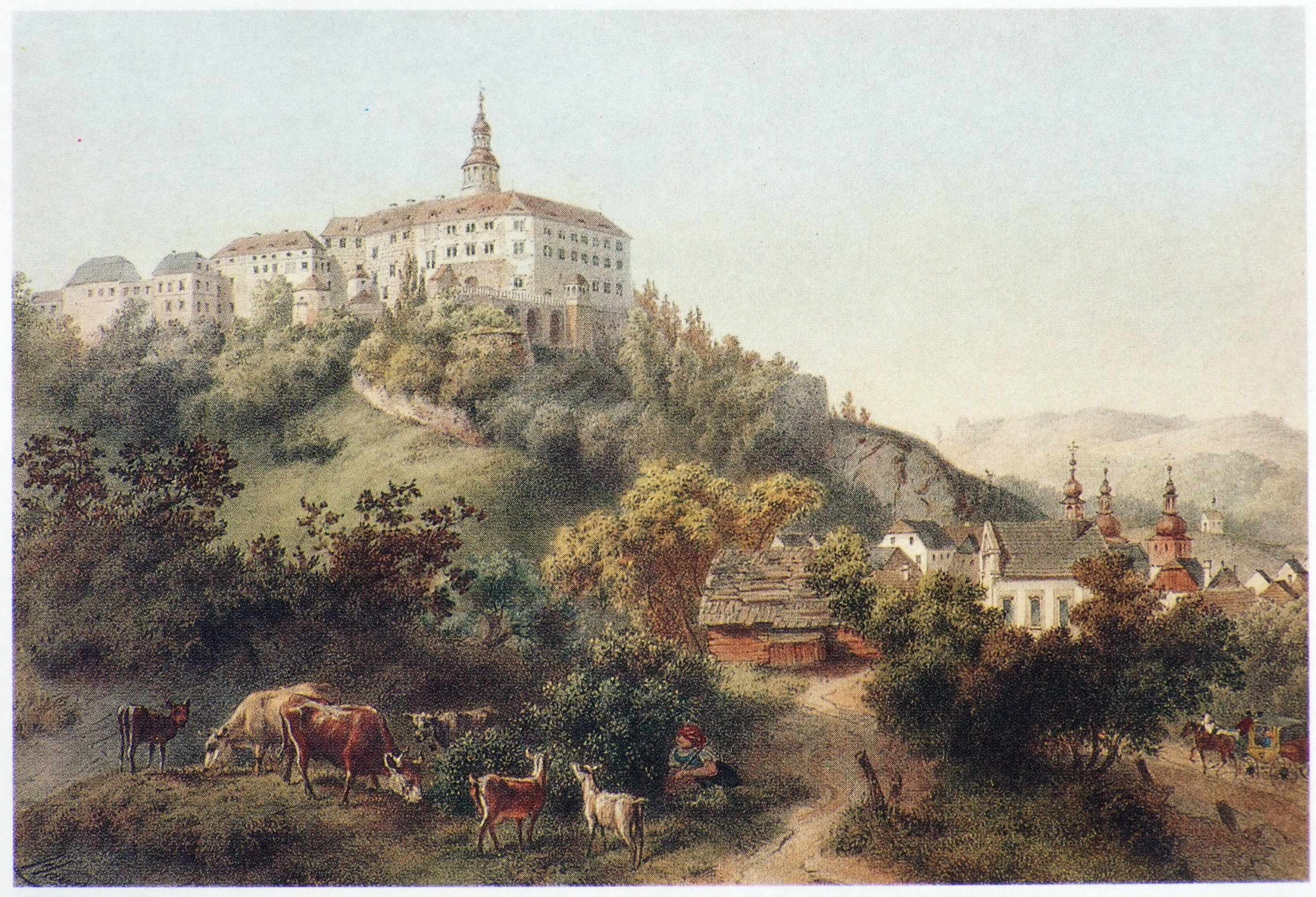
Náchod od západu (A. Haun, chromolitografie, 1867)

Třicetiletá válka přerušila rozvoj města. Statky Smiřických z důvodu oddanosti rodu králi Fridrichu Falckému propadly císařskému fisku a byly roku 1623 prodány Trčkům z Lípy. Po zavraždění Adama Erdmana Trčky spolu s jeho švagrem Albrechtem z Valdštejna v Chebu roku 1634 připadly majetky opět koruně a od císaře je jako dar získal generál Ottavio Piccolomini, vévoda z Amalfi. Tímto se dostal Náchod do majetku italského rodu Piccolominiů, jehož vláda byla poznamenána válečnými událostmi a násilnou rekatolizací. V této době, v letech 1650–1659, však došlo také k rozsáhlé barokní přestavbě zámku. Stejně tak ve městě byly prováděny stavební práce a roku 1638 byla vydlážděna první ulice – dodnes zvaná Kamenice. Po požáru města roku 1663 byla postavena barokní stará radnice a byl též přestavěn kostel svatého Vavřince na náměstí. Měšťané získali v této době četná privilegia.
Přes Náchod odcházeli v roce 1742 (během slezských válek a pod ochranou červeného šátku „nepřátelské“ pruské armády) tajní stoupenci Jednoty bratrské do emigrace. Vojáci pruského krále Fridricha II. Velikého osvobozovali vězně „pro víru“ i z náchodského zámku. Prvním útočištěm exulantů (pocházejících nejen z náchodského panství) se stal Münsterberg. Exulanti z Náchodska spoluzakládali v pruském Slezsku obce Husinec a Poděbrady. Vysokému množství katolických sakrálních staveb na Náchodsku odpovídá i vysoký počet exulantů v sousedních zemích.
Po vymření rodu Piccolominiů roku 1783 měli v držení Náchod několik let Desfoursové, od nichž jej koupil známý milovník umění vévoda Petr Kuronský. Po jeho smrti v roce 1800 Náchod připadl jeho dceři, vévodkyni Kateřině Vilemíně Zaháňské a od poloviny 19. století až do roku 1945 německému rodu Schaumburg-Lippe.

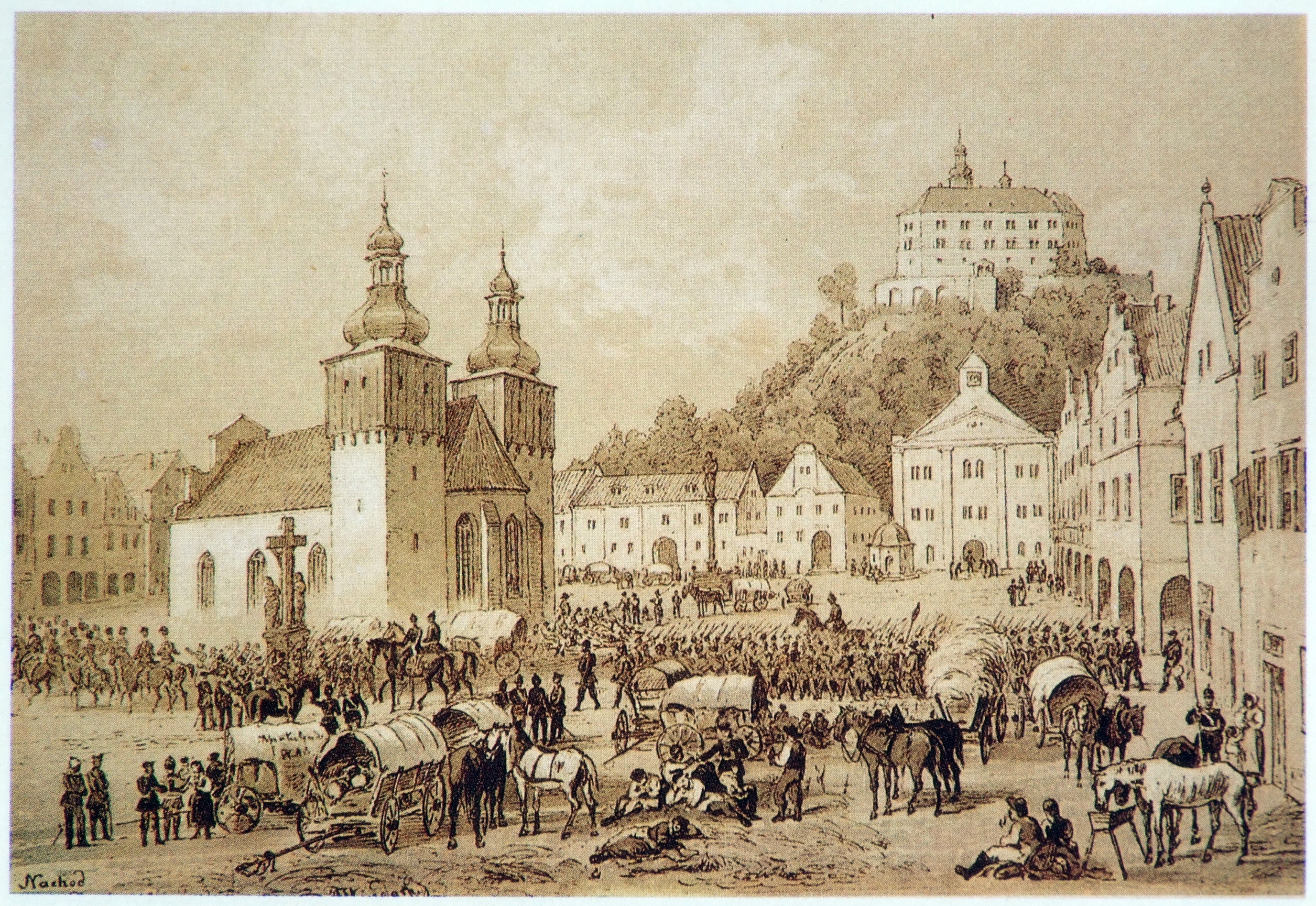
Pohled na náměstí po bitvě u Náchoda během prusko-rakouské války v červnu 1866

Druhá polovina 19. století přinesla změny do života malého poddanského městečka. Vznikla městská samospráva, průmysl a železnice, rozvíjelo se školství, prudce vzrostl počet obyvatel. Stavební rozmach pokračoval až do 20. století a určil dnešní podobu středu města – byly postaveny např. novorenesanční nová radnice a secesní Městské divadlo Dr. Josefa Čížka. Měšťanská společnost se v procesu národního uvědomění utvářela již v první polovině 19. století, z hospodářského hlediska však Náchod zůstával dlouho za sousedními městy.
Vedle řemesel, soustředěných nejprve v cechovních a později společenstevních organizacích, byl ve městě i celém okolí rozhodujícím činitelem textilní průmysl, jehož výroba byla organizována faktorskými firmami. Ty však nemohly zajistit dostatečně rychlý rozvoj a až v roce 1882 byly postaveny první dvě malé mechanické tkalcovny, které odstartovaly rychlý růst textilního průmyslu ve městě. Počátkem 20. století byl Náchod jedním z největších bavlnářských center Rakousko-Uherska (město zváno „Manchester východu“). Od roku 1909 působila ve městě továrna na výrobu technické pryže Josefa Kudrnáče (pozdější Rubena), která roku 1931 začala jako první tuzemský výrobce s produkcí automobilových vzduchem plněných pneumatik. V této době hrál významnou roli v životě města průmyslový proletariát, jehož dělnické spolky doplňovaly četné spolky občanské.
V pondělí 12. července 1926 město oficiálně navštívil prezident T. G. Masaryk, pro jehož přivítání byla „Na Kašparáku“ postavena velká pseudogotická slavobrána, zachycená i na filmových záběrech.

## Členění města

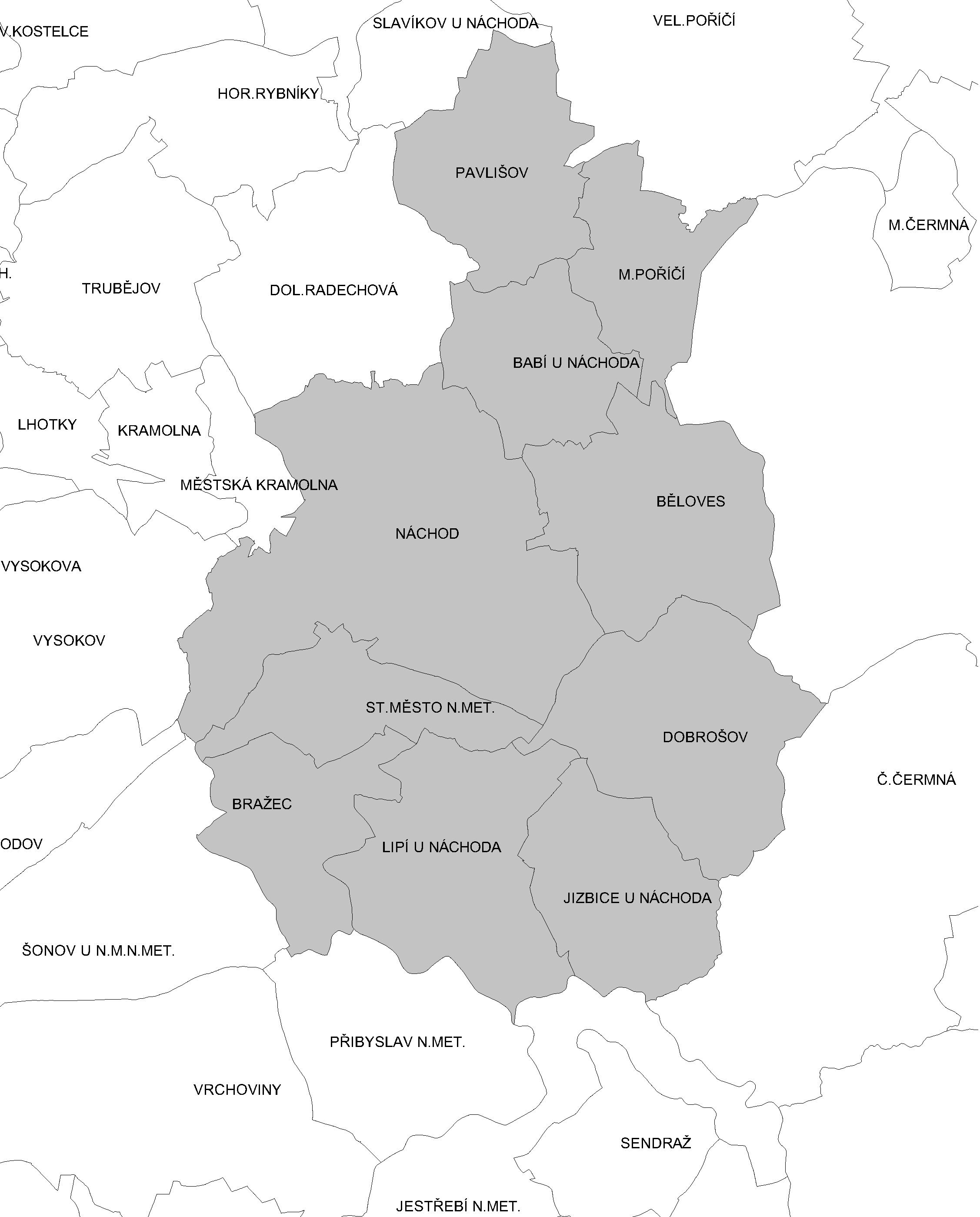
Katastrální území Náchoda

Náchod se v současnosti skládá z 10 místních částí téměř shodných s 10 katastrálními územími:
- Babí – k. ú. Babí u Náchoda a Náchod
- Běloves (dříve[kdy?] také Bílá Ves)
- Bražec
- Dobrošov
- Jizbice – k. ú. Jizbice u Náchoda
- Lipí – k. ú. Lipí u Náchoda
- Malé Poříčí
- Náchod
- Pavlišov
- Staré Město nad Metují

Dříve byly součástí města také dnes samostatné obce Kramolna a Vysokov.
Dále po proudu Metuje se na Staré Město napojuje vesnička Bražec. Zde u čistírny odpadních vod začíná hluboké údolí, jehož značná část byla vyhlášena v roce 1997 přírodní rezervací. Čarokrásným údolím dojdeme po novém povrchu cyklostezky po pár kilometrech do osady Ostrovy (kde se lze občerstvit) a pokračovat dál, přes nové dřevěné lávky do Pekla. V Pekle se nachází zastávka sezónního autobusu směr Nové Město nad Metují a rozcestník poukazující například na cestu na Lipí. Z Pekla lze pokračovat podél levostranného přítoku řeky Metuje, říčky jménem Olešenka. Ještě hlubší a uzavřenější údolí nás dovede do Dolů, části obce Nový Hrádek. Odbočkami z údolí se lze dostat i na Českou Čermnou, Borovou či Krahulčí.

## Správní území

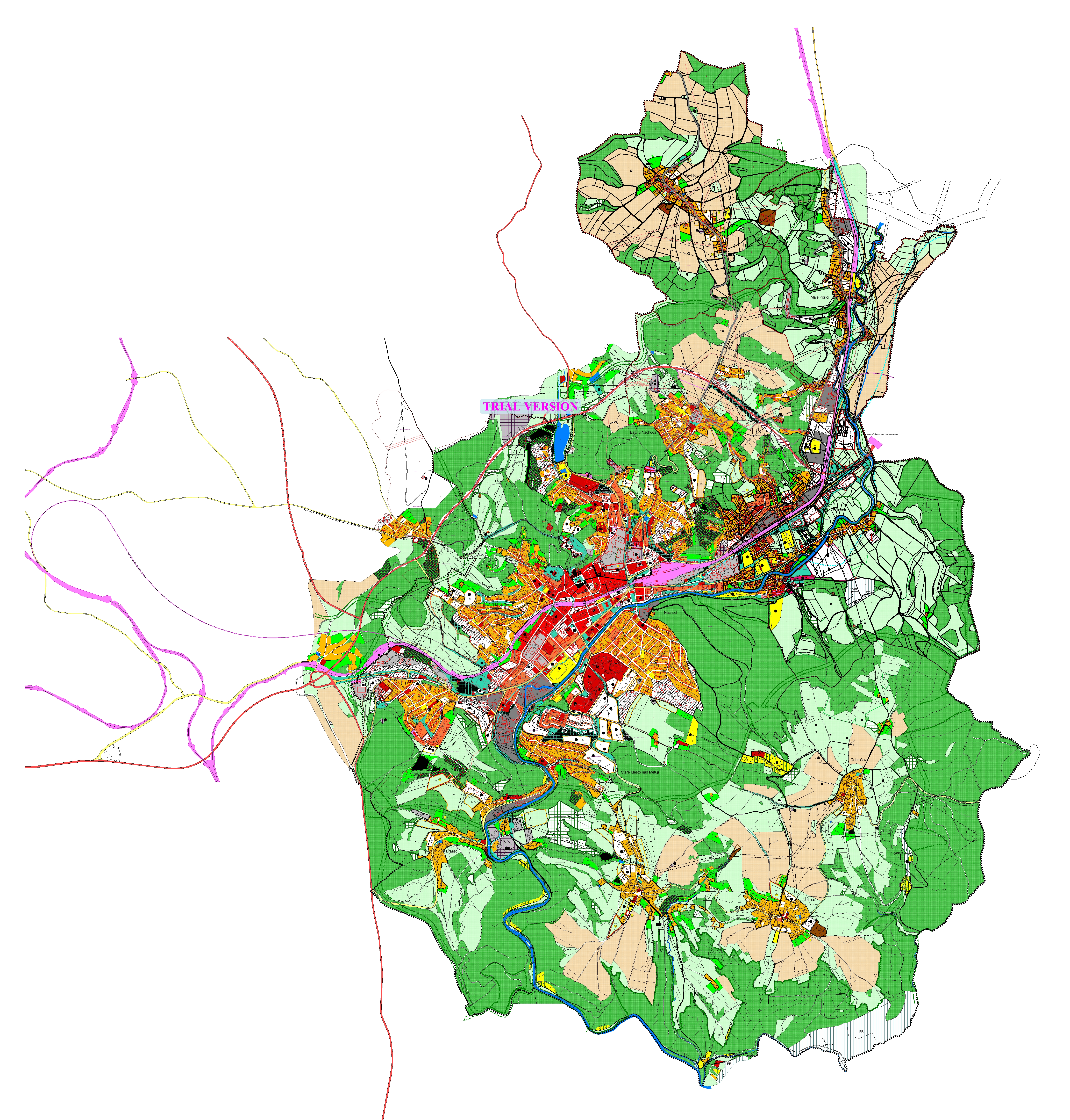
Územní plán města Náchod

Náchod byl dříve okresním městem, v současnosti je obcí s rozšířenou působností a pověřeným obecním úřadem. Okres Náchod ale stále existuje a skládá se ze 78 obcí, správní obvod obce s rozšířenou působností z 36 obcí. Sousedními obcemi sídla jsou Provodov-Šonov, Kramolna, Vysokov, Velké Poříčí, Jestřebí, Horní Radechová, Dolní Radechová, Česká Čermná, Přibyslav a Kudowa-Zdrój.

## Obyvatelstvo
Podle sčítání obyvatelstva v roce 1921 zde žilo v 779 domech 10 825 obyvatel, z nichž bylo 5 863 žen. 10 510 obyvatel se hlásilo k československé národnosti, 151 k německé a 94 k židovské. Žilo zde 5 157 římských katolíků, 281 evangelíků, 3 249 příslušníků Církve československé husitské a 362 židů.
Podle sčítání obyvatelstva v roce 1930 zde žilo v 1 071 domech 11 811 obyvatel. 11 381 obyvatel se hlásilo k československé národnosti a 248 k německé. Žilo zde 5 166 římských katolíků, 323 evangelíků, 4 168 příslušníků Církve československé husitské a 283 židů.
| Rok            | 1869  | 1880  | 1890   | 1900   | 1910   | 1921   | 1930   | 1950   | 1961   | 1970   | 1980   | 1991   | 2001   | 2011   | 2021   |
| -------------- | ----- | ----- | ------ | ------ | ------ | ------ | ------ | ------ | ------ | ------ | ------ | ------ | ------ | ------ | ------ |
| Počet obyvatel | 6 757 | 7 057 | 10 481 | 15 138 | 18 302 | 16 807 | 18 649 | 18 562 | 18 846 | 19 729 | 20 713 | 20 712 | 21 400 | 20 394 | 19 688 |
| Počet domů     | 826   | 845   | 933    | 1 165  | 1 343  | 1 513  | 2 061  | 2 694  | 2 550  | 2 548  | 2 624  | 2 837  | 3 059  | 3 244  |        |

| Rok            | 1869  | 1880  | 1890  | 1900   | 1910   | 1921   | 1930   | 1950   | 1961   | 1970   | 1980   | 1991   | 2001   |
| -------------- | ----- | ----- | ----- | ------ | ------ | ------ | ------ | ------ | ------ | ------ | ------ | ------ | ------ |
| Počet obyvatel | 3 537 | 3 996 | 6 364 | 10 049 | 11 804 | 10 825 | 11 811 | 12 825 | 13 104 | 13 148 | 14 045 | 14 216 | 13 570 |
| Počet domů     | 355   | 358   | 421   | 583    | 664    | 779    | 1 071  | 1 467  | 2 268  | 1 419  | 1 517  | 1 591  | 1 692  |

Věková struktura obyvatel obce Náchod roku 2011
Rodinný stav obyvatel obce Náchod roku 2011
Vzdělání obyvatel obce Náchod roku 2011

## Náchod v kultuře

### Výtvarné umění
Od roku 1902 působil v Náchodě Učitelský spolek Komenský, který na místní reálce uspořádal první výstavu soch a obrazů. Na jeho činnost navázal pořádáním pravidelných výstav studentský spolek BOR. Roku 1909 jednala městská rada o zřízení divadla v místě městské dvorany za hotelem Beránek. Nakonec město zakoupilo i sousední hotel Letzel a rozhodlo o stavbě zcela nové budovy Městského divadla podle projektu významného architekta Aloise Čenského (projektoval Divadlo na Vinohradech, Národní dům na Smíchově). Divadlo bylo dokončeno roku 1914 a byla v něm i výstavní galerie.
Roku 1934 zřídila náchodská Muzejní společnost v budově školy na Karlově náměstí Městskou obrazárnu, ve které byly soustředěny obrazy ze sbírek města Náchod, Městské spořitelny a zapůjčená díla ze sbírky velkoobchodníka Lea Strasse a nakupovala do ní pravidelně obrazy z výstav pořádaných spolkem BOR. Za války byla obrazárna zrušena a sbírky rozptýleny. Po válce se obrazárna stala součástí Městského muzea a část sbírky, kterou se podařilo obnovit, byla vystavena od roku 1950 na náchodském zámku. Od roku 1963 byly sbírky součástí Okresního vlastivědného muzea a galerie výtvarného umění v Náchodě. Sbírky okresní galerie byly roku 1966 převedeny do nově založené Galerie výtvarného umění v Náchodě.

### Film
V roce 1976 zde natáčel štáb Dušana Kleina kriminální film Případ mrtvých spolužáků a Náchod byl uváděn dle scénáře jako Kostelec, čemuž se v dějinách filmu nevyhnul ještě po dvakráte. Pod názvem „Kostelec“ vystupuje Náchod i ve Škvoreckého próze.
Na jaře roku 2009 pak v Náchodě vznikl další český film s názvem Pamětnice scenáristy a producenta Tomáše Magnuska. Režie se ujal moderátor pořadu České televize Černé ovce Vlado Štancel.
Náchodský zámeček je zmiňován ve stejnojmenné lidové písni. V Náchodě se točila trilogie Bastardi, producentem filmu byl Tomáš Magnusek.

### Muzeum
V Náchodě sídlí Muzeum Náchodska, které je přímým pokračovatelem Městského muzea v Náchodě, jehož založení schválilo Obecní zastupitelstvo města Náchoda dne 18. srpna 1879.
Muzeum sídlí v budově Staré radnice. Expozici má v tzv. Broučkově domě. Pro krátkodobé výstavy využívá Výstavní síň Muzea Náchodska budovu někdejší záložny. Pod muzeum spadá i pevnost Dobrošov a také pobočky v Polici nad Metují a Hronově.

### Galerie
Galerie výtvarného umění v Náchodě je v budově bývalé zámecké jízdárny. Jsou zde mj. obrazy ruských malířů z 19. století a prvních dekád 20. století, 

## Dopravní situace a obchvat města

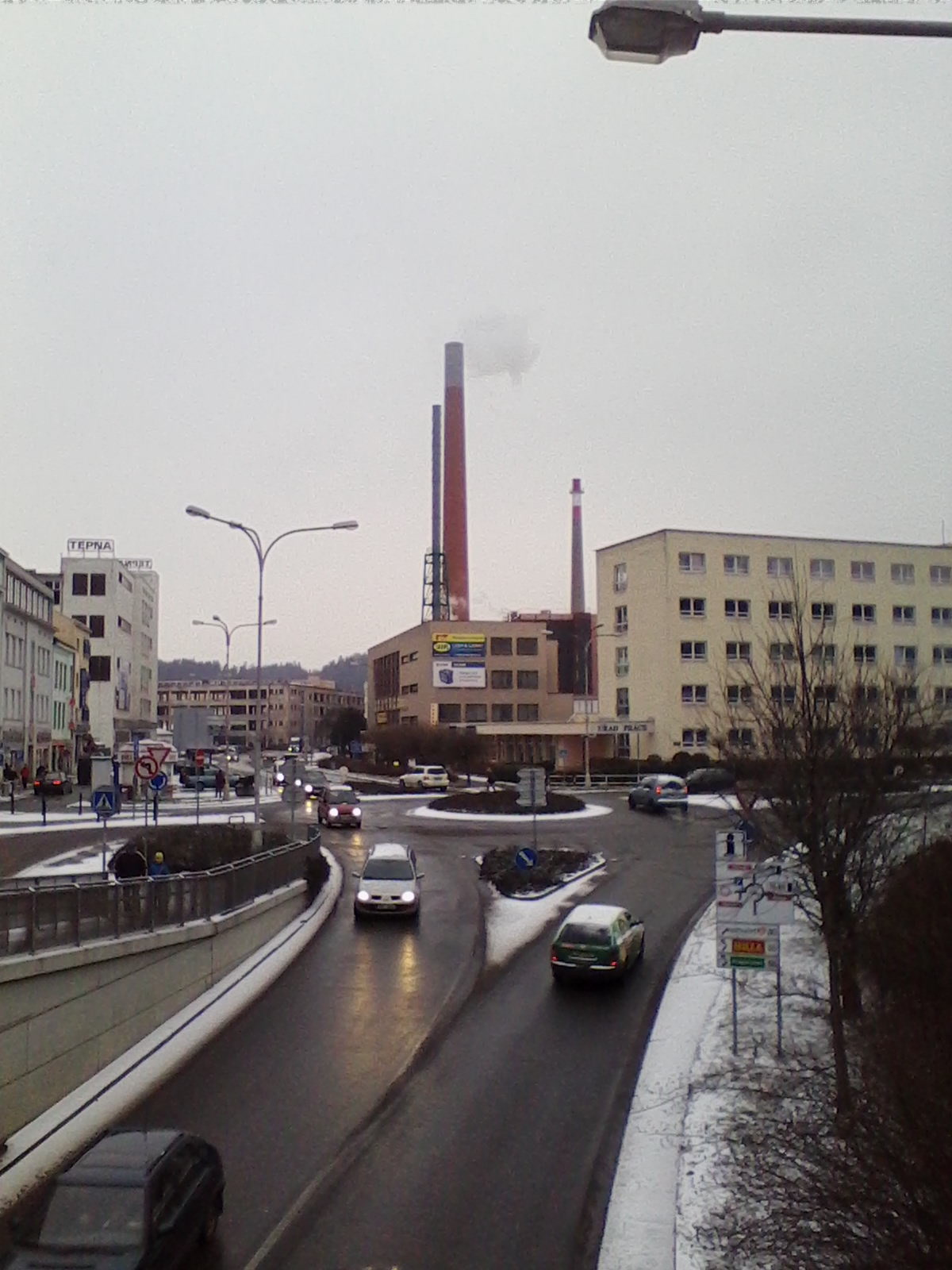
Hlavní silnice a kruhový objezd u náchodského nádraží (autobusového i vlakového)

Centrem města Náchoda prochází mezinárodní silnice 1. třídy (I/33, E67), která je hlavním tahem tranzitní nákladní dopravy z Prahy do přilehlého Polska. Městem projede denně několik tisíc nákladních vozidel a v dopravní špičce se zde tvoří dopravní zácpa, která mnohdy sahá až za hranice města samotného. Tuto dopravní situaci by měl vyřešit obchvat města Náchoda, který je již vyprojektován a momentálně je ve stádiu před územním řízením. Existují také stále pochybnosti, zda budoucí obchvat městu pomůže, nebo zda tranzitní dopravu do Polska odvede připravovaná dálnice D11.
Náchod leží na železniční trati Týniště nad Orlicí – Meziměstí.
Dále je zatím ve stádiu projektu železniční propojení Náchoda s Českou Skalicí, tedy železniční tunel, jenž by dopravě pomohl pravděpodobně minimálně srovnatelně jako obchvat, neboť železnici k svým cestám využívají jak lidé při cestě do práce, tak při cestě do školy a aktuální stav neodpovídá poptávce po dopravním spojení v 21. století, kdy se jezdí po tratích vybudovaných ve století devatenáctém. Další variantou železničního spojení Náchoda na západ je uvažovaná levnější varianta – trať Nové Město nad Metují – Jaroměř.

## Významní rodáci
- Pavel Bělobrádek (* 1976), politik, od roku 2010 předseda KDU-ČSL
- Jan Birke (* 1969), starosta Náchoda
- Vratislav Blažek (1925–1973), textař, dramatik a filmový scenárista
- Stanislav Bohadlo (* 1953), muzikolog, pedagog
- Kateřina Bohadlová (* 1978), překladatelka, literární teoretička, herečka
- Pavel Burdych (* 1978), houslový virtuos
- Jaroslav Cita (1926–2013), malíř, spisovatel, ilustrátor, režisér
- Adolf Erben (1904–1987), architekt
- Václav Erben (1930–2003), spisovatel
- Vendula Frintová (* 1983), triatlonistka
- Pavel Grym (* 1930), český novinář a spisovatel žijící v Praze
- František Herman (* 1942), fagotista a hudební pedagog
- Zdeňka Horníková (* 1952), politička
- Josef František Hurdálek (1747–1833), litoměřický biskup
- Josef Kaňkovský (1913–1972), herec a režisér
- Václav Kotal (* 1952), fotbalový útočník, trenér
- Jan Letzel (1880–1925), architekt
- Vratislav Lokvenc (* 1973), fotbalista
- Isidor Mautner (1852–1930), textilní podnikatel
- Josef Menzel (1901–1975), spisovatel
- Karel Mrázek (1910–1998), letec, velitel čs. stíhacího křídla v RAF
- Ivan Pinkava (* 1961), fotograf
- Vilém Přibyl (1925–1990), operní pěvec
- Miroslav Raichl (1930–1998), hudební skladatel
- Jan Roth (1899–1972), kameraman
- Richard Samko (* 1978), reportér a moderátor
- Michal Sivek (* 1981), lední hokejista
- Luba Skořepová (1923–2016), herečka
- Stanislav Souček (1870–1935), filolog, bohemista a literární historik
- Antonín Strnad (1746–1799), meteorolog, astronom a ředitel hvězdárny v Klementinu[27]
- Jiří Svoboda (* 1982), vícenásobný mistr ČR a světa v trialu a bike trialu[28]
- Oskar Sýkora (1929–2018), vědec a vysokoškolský pedagog v oboru stomatologie
- Oldřich Šafář (1921–2004), dlouholetý kronikář města
- Pavel Šámal (* 1953), ústavní soudce
- Josef Škvorecký (1924–2012), spisovatel, překladatel a nakladatel
- Bohumír Španiel (1925–2009), malíř[29]
- Jan Špáta (1932–2006), filmový dokumentarista, kameraman, režisér
- Martin Štěpánek (* 1977), potápěč
- Josef Tošovský (* 1950), bankéř, v roce 1998 premiér přechodné vlády[30]
- Sláva Vorlová (1894–1973), hudební skladatelka[31]
- Bohuslav Všetička (1893–1942), generál
- Olivie Žižková (* 1975), zpěvačka
- Tomáš Magnusek (* 1984), režisér, herec, scenárista a producent

## Seznam státem evidovaných památek

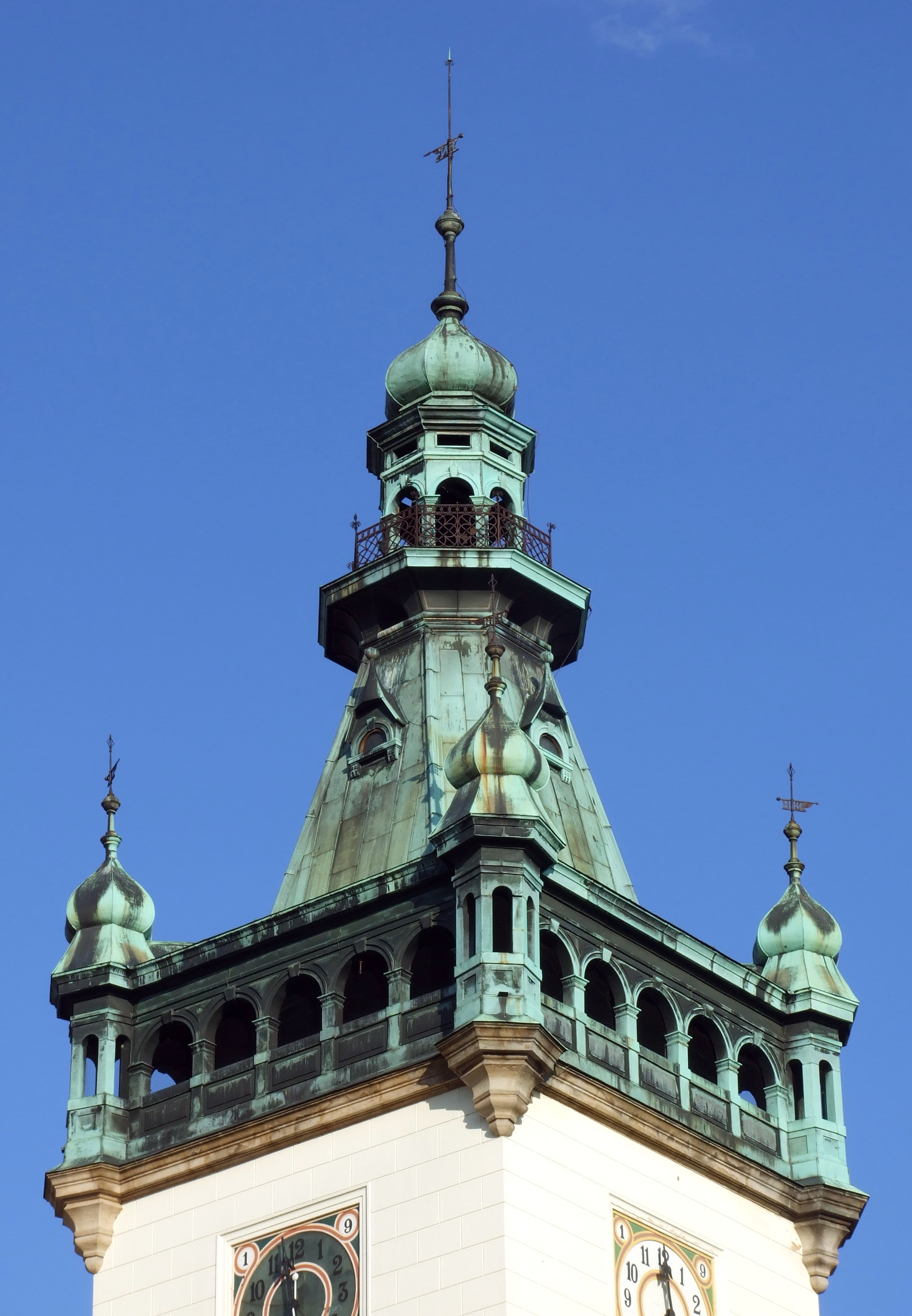
Věž Nové radnice

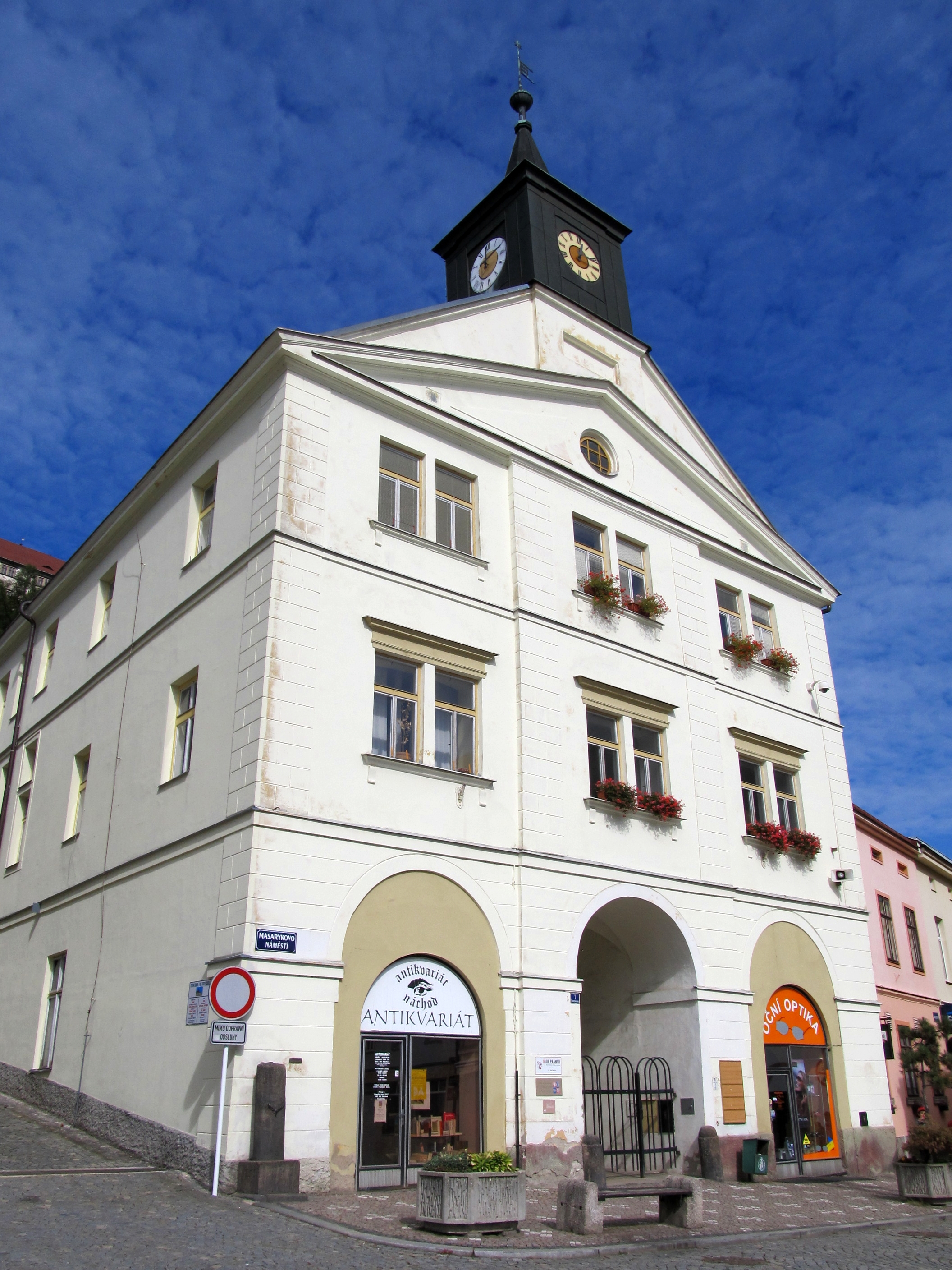
Stará radnice

- Státní zámek Náchod – Ul. Smiřických (Národní kulturní památka, číslo evidenčního areálu 1462)
- Kostel svatého Vavřince – Nám. T. G. Masaryka čp. 37 (Evidovaná památka číslo 1464-1)
- Pranýř – Nám. T. G. Masaryka vedle Staré radnice čp. 1 (Evidovaná památka číslo 1478)
- Historická Stará radnice – Nám. T. G. Masaryka čp. 1 (Evidovaná památka číslo 1466)
- Nová radnice – Nám. T. G. Masaryka čp. 40 (Evidovaná památka číslo 18739 (1467))
- Hotel a divadlo Beránek – Severní strana nám. T. G. Masaryka čp. 74 (Evidovaná památka číslo 1482)
- Budova děkanství – Severní strana nám. T. G. Masaryka čp. 75 (Evidovaná památka číslo 1465)
- Historická kašna velká – Před poštovním úřadem čp. 43 na nám. T. G. Masaryka čp. 40 (Evidovaná památka číslo 1475)
- Socha sv. Trojice – Severovýchodní strana nám. T. G. Masaryka čp. 75 (Evidovaná památka číslo 1472)
- Socha sv. Jana Nepomuckého – Nám. T. G. Masaryka, na severní straně vedle kostela (Evidovaná památka číslo 1473)
- Sousoší Kalvárie – Nám. T. G. Masaryka za kněžištěm kostela (Evidovaná památka číslo 1464-2)
- Socha Panny Marie – Nám. T. G. Masaryka na jihovýchodní straně (Evidovaná památka číslo 1471)
- Podstavec pro sochu sv. Jana Nepomuckého – U spočinku zámeckého schodiště v Regnerových sadech pod zámkem (Evidovaná památka číslo 1462-18)
- Nájemní dům s barokní sochou P. Marie Bolestné – Riegrova ulice čp. 866 (Evidovaná památka číslo 1477)
- Zbytky středověkého opevnění města, postavené kolem roku 1325 – (Evidovaná památka číslo areálu 1481)
- Dům Cyrila Bartoně, dnes knihovna – Ul. Kamenice čp. 105 (Evidovaná památka číslo 1483)
- Kostel svatého Michaela – Komenského ul. čp. 38 (Evidovaná památka číslo 1468)
- Socha sv. Václava – Komenského ul., čelně vpravo kostelíka sv. Michala poblíže školy čp. 425 (Evidovaná památka číslo 1476)
- Hřbitovní kostel svatého Jana Křtitele – Staré Město nad Metují, Hřbitovní ul. (Evidovaná památka číslo 1469-1)
- Městský hřbitov – Staré Město n. Met., Hřbitovní ul. (Evidovaná památka číslo 1469-2)
- Socha Ukřižování – Staré Město n. Met., Českoskalická ul. u hřbitova (Evidovaná památka číslo 6013)
- Socha Ukřižování – Na křižovatce ulic B. Němcové, Purkyňovy a Bartoňovy. Na zahradě u domu čp. 465 (Evidovaná památka číslo 6016)
- Socha Ukřižování – Na rozcestí ulice Purkyňovy a Dobrošovské. U opěrné zdi zahrady hotelu Hron čp. 436 (Evidovaná památka číslo 6014)
- kaple Zvěstování Panny Marie – Plhov, Na Hrobku, Tylova ul. (Evidovaná památka číslo 1470)
- Zámecká jízdárna – Galerie výtvarného umění ul. Smiřických čp. 272 (Evidovaná památka číslo 1462/16)
- Socha sv. Jana Nepomuckého – Alej Kateřiny Zaháňské, asi 140 m vlevo od zámku (Evidovaná památka číslo 1462/19)
- Pamětní kříž ze sedmileté války – V Aleji Kateřiny Zaháňské na vzdálenějším konci od zámku (Evidovaná památka číslo 1485/2)
- Vojenský hřbitov z války 1866 –  v Aleji Kateřiny Zaháňské na vzdálenějším konci od zámku, původně hřbitov založený pro zemřelé císařské vojáky ze sedmileté války roku 1762, upraven jako romantická zřícenina gotického chrámu pro vojáky z roku 1866 zemřelé na následky bojů u Náchoda, České Skalice, Svinšťan i Hradce Králové (Evidovaná památka číslo 1485/3)
- Zámecká jízdárna – Galerie výtvarného umění ul. Smiřických čp. 272 (Evidovaná památka číslo 1462/16)
- Kolonie rodinných dělnických domků – Babí, Na Vyšehradě, čp. 154–161 (Evidovaná památka číslo 4780) – architekt Adolf Loos
- Socha Ukřižování – Běloves, ul. Na Horním Konci na zahradě domu čp. 127 u řeky a cesty (Evidovaná památka číslo 5955)
- Socha Ukřižování – Běloves, ul. Kladská, vedle čp. 200. Rozcestí ul. Kladské a ul. Na Koletově (Evidovaná památka číslo 5962)

### Morové sloupy
Vladimíra Preclíka zaujal unikátní jev, kterým je existence dvou morových sloupů na náchodském náměstí. Jedná se o výše uvedená sousoší Nejsvětější Trojice a Mariánský sloup. Na reliéfech podstavců obou sloupů jsou moroví patroni sv. Roch, Rozálie, Šebestián a zemský patron Jan Nepomucký. Rovněž ztvárnění svatého Rocha na trojičním sloupu vybočuje z tradičního zobrazování.

### Ostatní pamětihodnosti

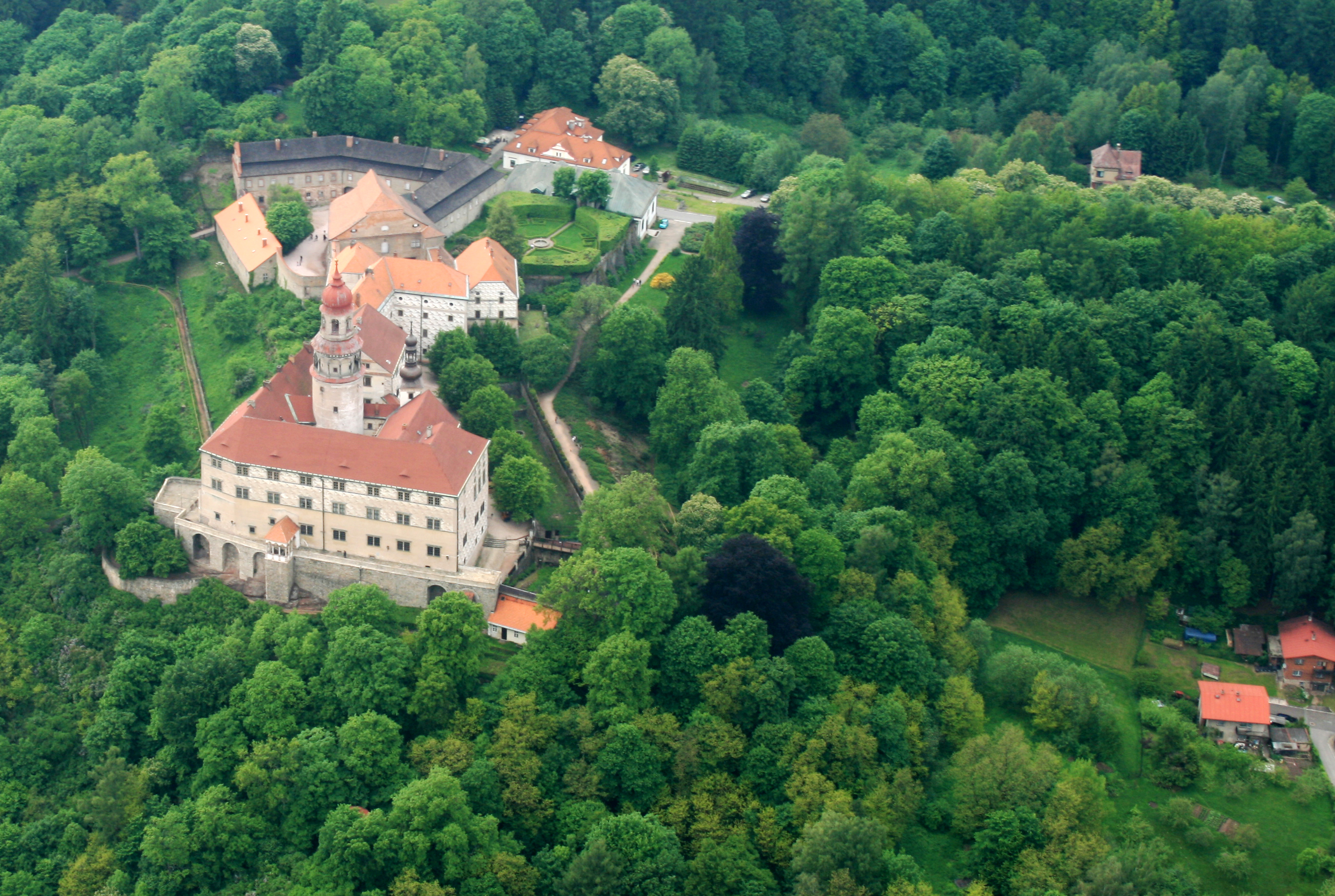
Letecký snímek zámku

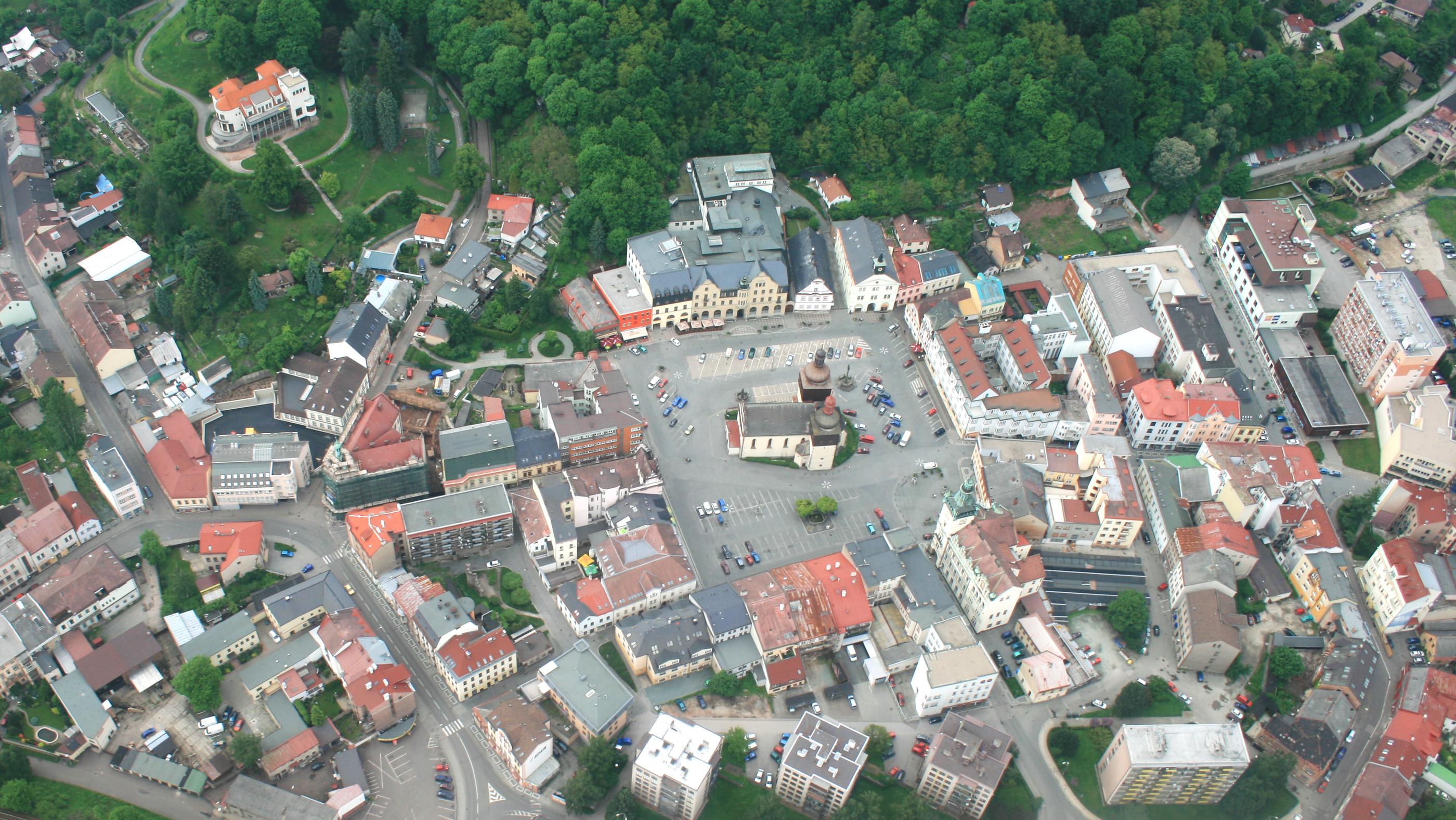
Střed města z letadla

- Zámek Náchod, v jehož příkopu žijí medvědi Ludvík a Dáša
- Bartoňova vila architekta Pavla Janáka
- Pomník Josefa Škvoreckého na Masarykovo náměstí[33]
- Pěchotní srub Březinka
- Lázně Běloves,[4] minerální pramen Ida
- Přírodní rezervace Peklo u Nového Města nad Metují v údolí řeky Metuje částečně zasahuje do území města
- Jiráskova chata na Dobrošově z roku 1923 (622 m n. m.) s vyhlídkovou věží po rekonstrukci v roce 2002 – 4 km
- Dělostřelecká tvrz Dobrošov
- Hraniční přechod Náchod – Kudowa Słone
- Synagoga v Náchodě

## Sport

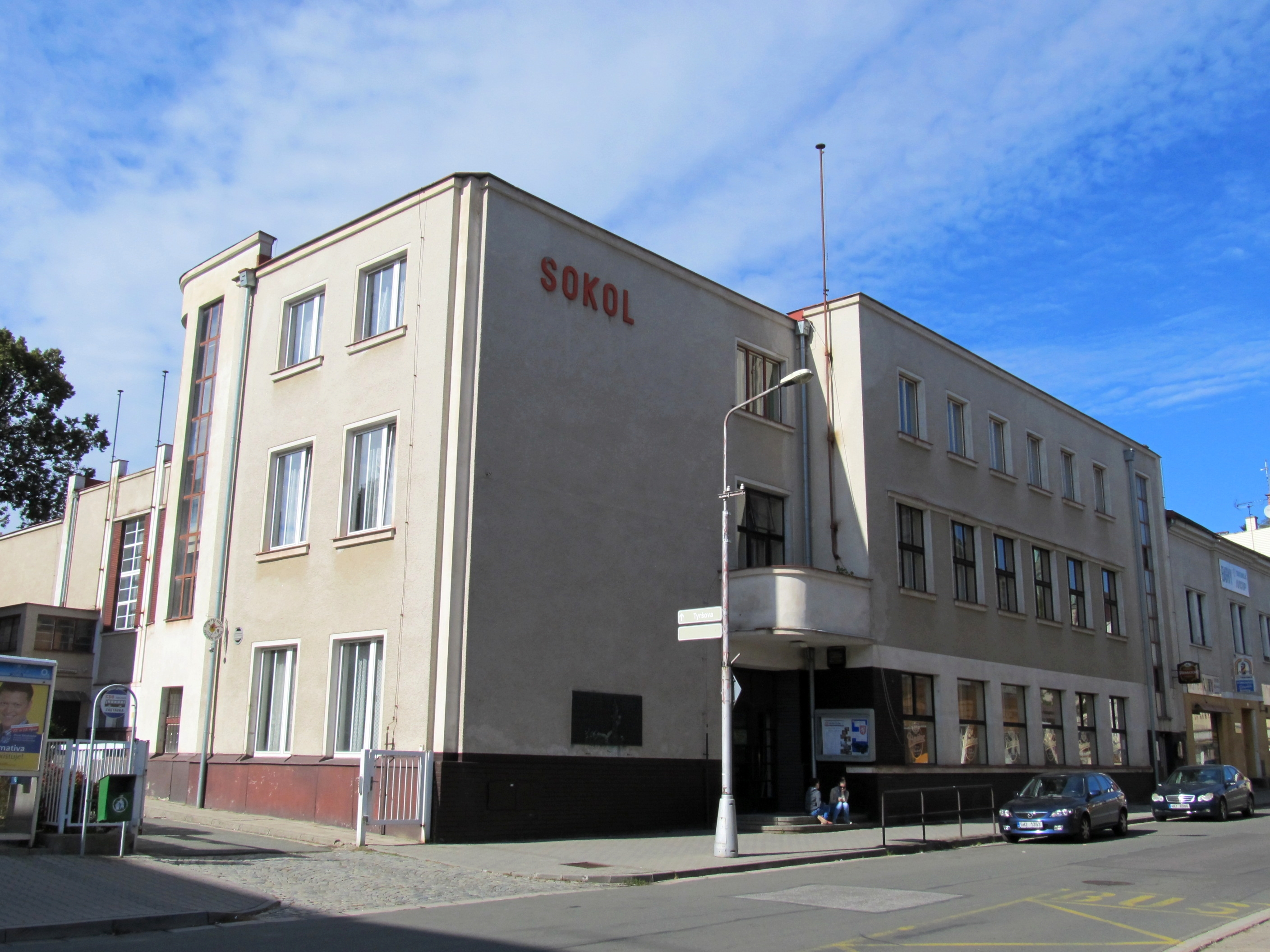
Náchodská sokolovna

Slavnou historií se může chlubit fotbalový klub FK Náchod. Strávil devět ročníků v nejvyšší soutěži (pod názvem SK Náchod), nejprve československé, posléze protektorátní (1930/1931, 1931/1932, 1932/1933, 1933/1934, 1935/1936, 1936/1937, 1937/1938, 1938/1939, 1939/1940), přičemž nejlepším umístěním bylo dvakrát šesté místo. Řada tehdejších hráčů se podívala i do reprezentace. Například Vladimír Bělík, Václav Brabec-Baron, František Mareš I, Oldřich Nývlt, Rudolf Kos, Jindřich Jindra, Bohumil Joska, František Nejedlý, Ferenc Szedlacsek, Vilém Zlatník nebo Štefan Bíro. Později za Náchod v nižší soutěži nastupoval například reprezentant Václav Morávek. Odchovanci klubu jsou i čeští reprezentanti Radovan Hromádko, Ivo Ulich a Vratislav Lokvenc. V současnosti klub hraje Královéhradecký krajský přebor. K domácím zápasům nastupuje na stadionu Běloves, který má kapacitu 1975 diváků.
Hokejový klub HC Náchod hraje Krajskou ligu Královéhradeckého a Pardubického kraje. Domácí zápasy se hrají na Zimním stadionu Náchod s kapacitou 1600 diváků
Klub Florbal Náchod hraje od sezóny 2024/2025 druhou nejvyšší soutěž, 1. ligu. V té působil i dříve, v sezónách 2006/2007, 2007/2008, 2011/2012 a 2018/2019. Své domácí zápasy hraje ve sportovní hale Plechárna.
Na severozápadním úbočí hřebenu Dobrošova jsou lyžařské sjezdovky Brabák a Maliňák s moderními vleky.

## Církve
- Církev římskokatolická, kostel sv. Vavřince a sv. Michaela ul. Komenského
- Církev československá husitská, Husův sbor, Raisova 805[35]
- Českobratrská církev evangelická, Purkyňova[36]
- Církev bratrská, Purkyňova 584[37]
- Církev adventistů sedmého dne Sokolovna, Tyršova 207
- Církev Nový Život[38], Raisova 253

## Galerie

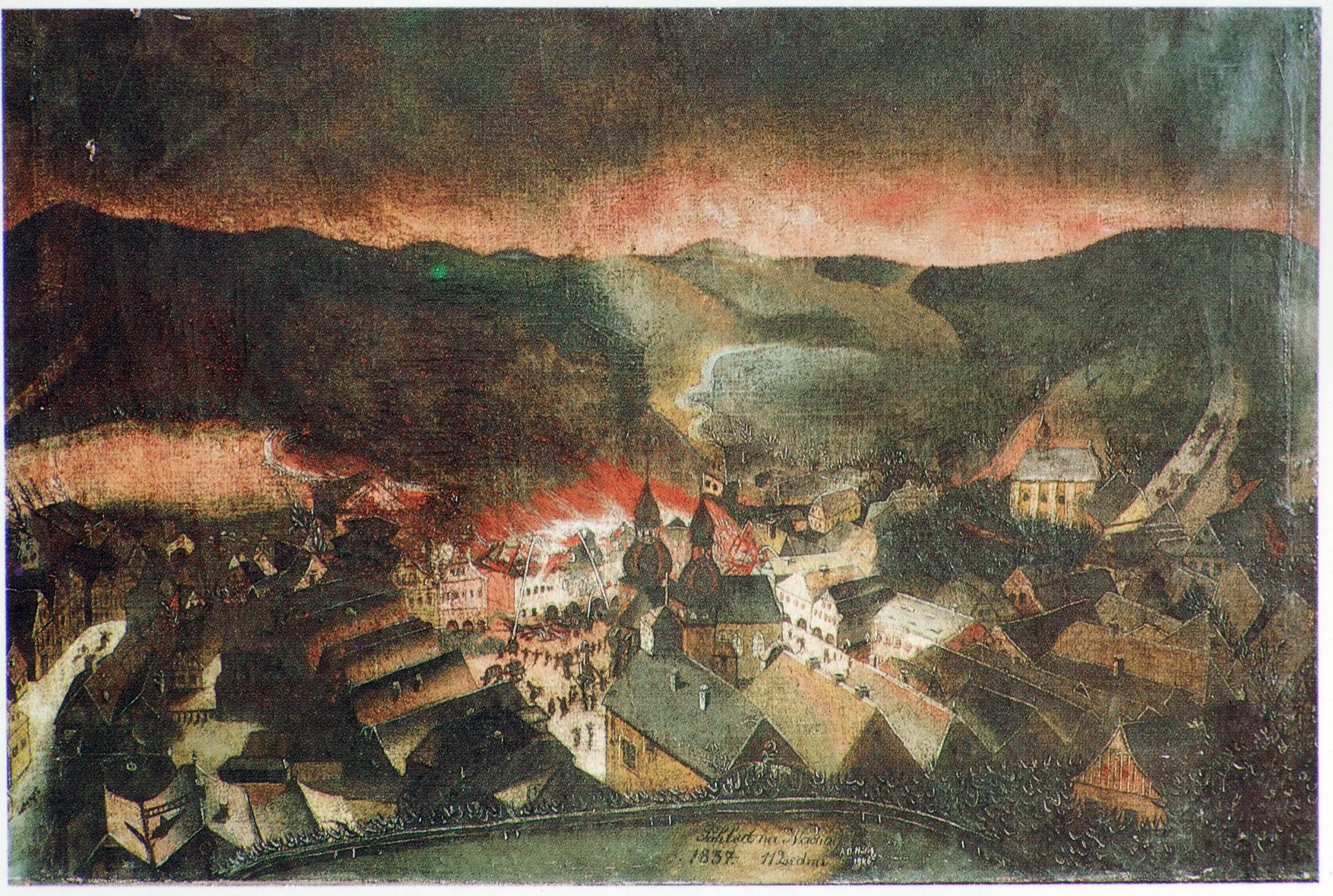
Požár Náchoda – Alois Špulák, olej, 1837
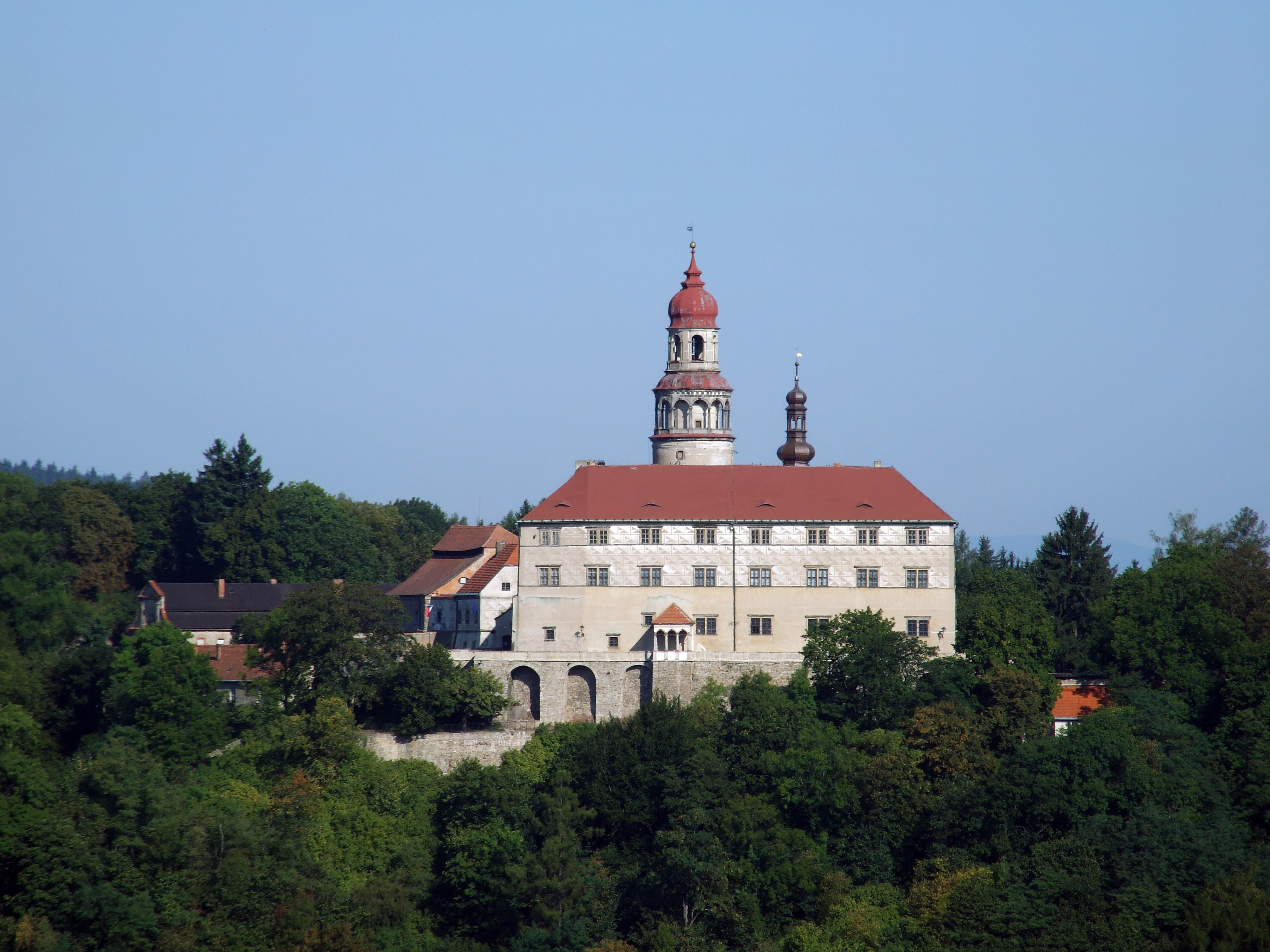
Náchodský zámek
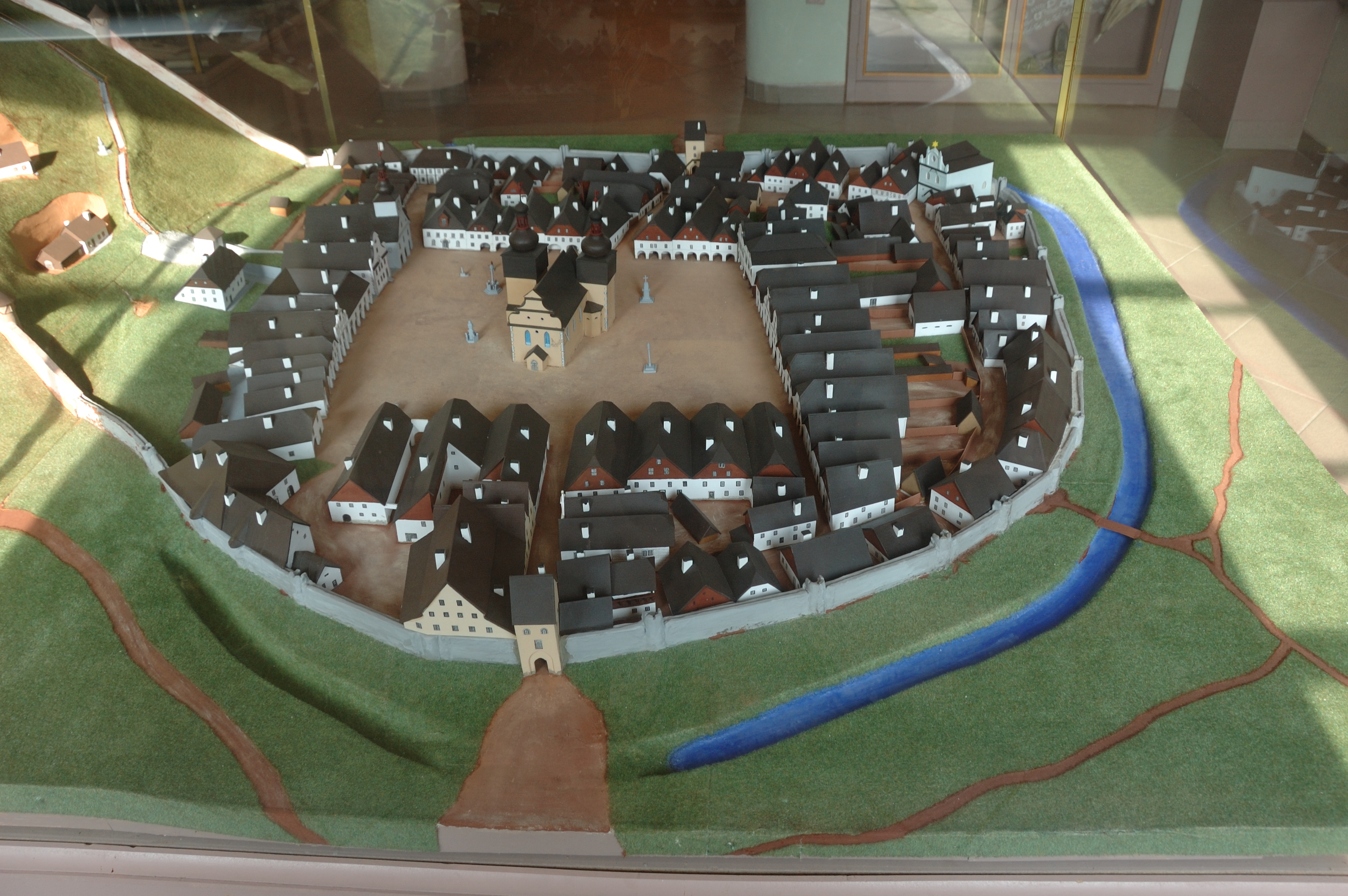
Model města Náchoda se zámkem z 1. čtvrtiny 19. století
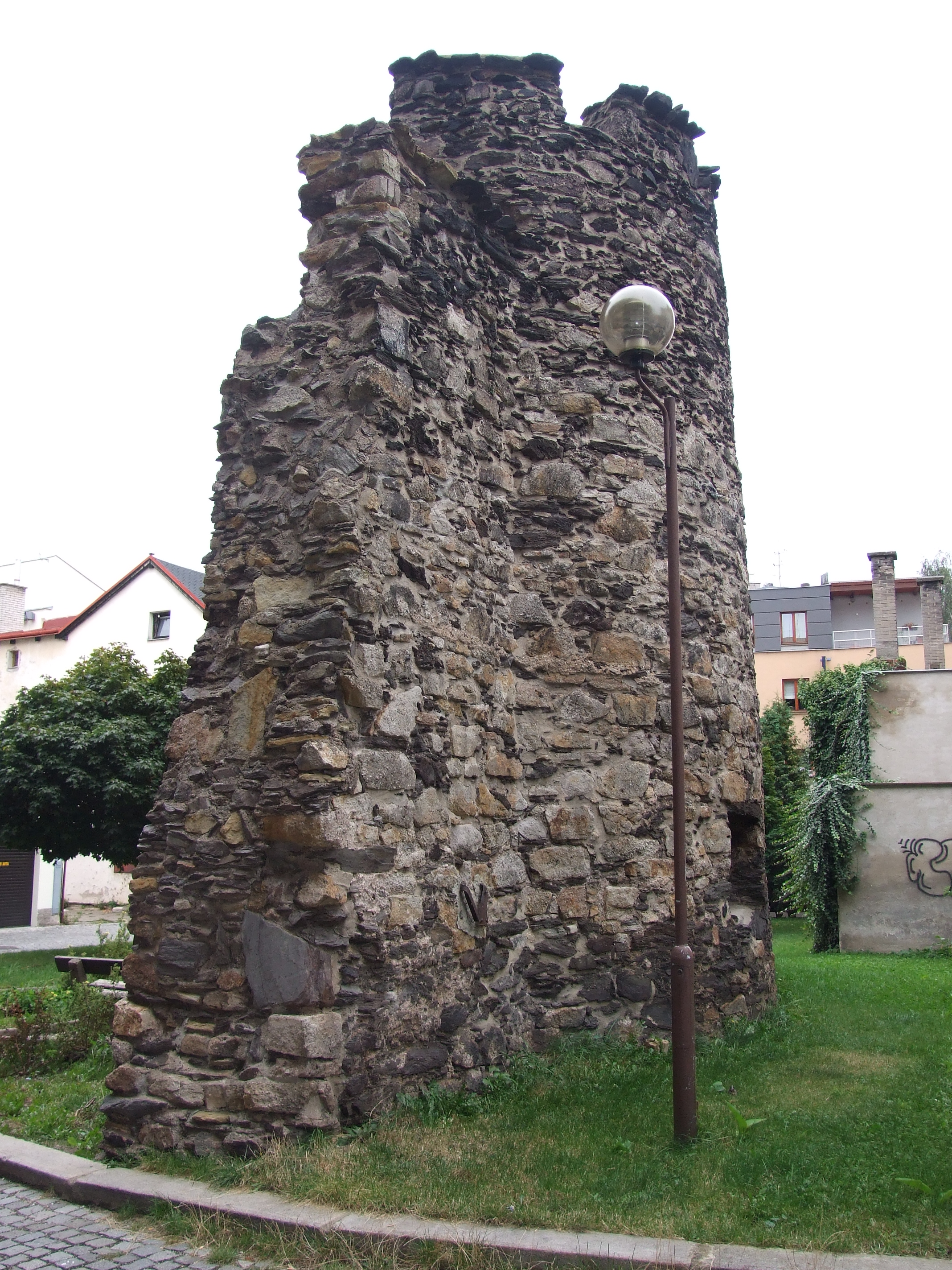
Ruina městských hradeb s věží
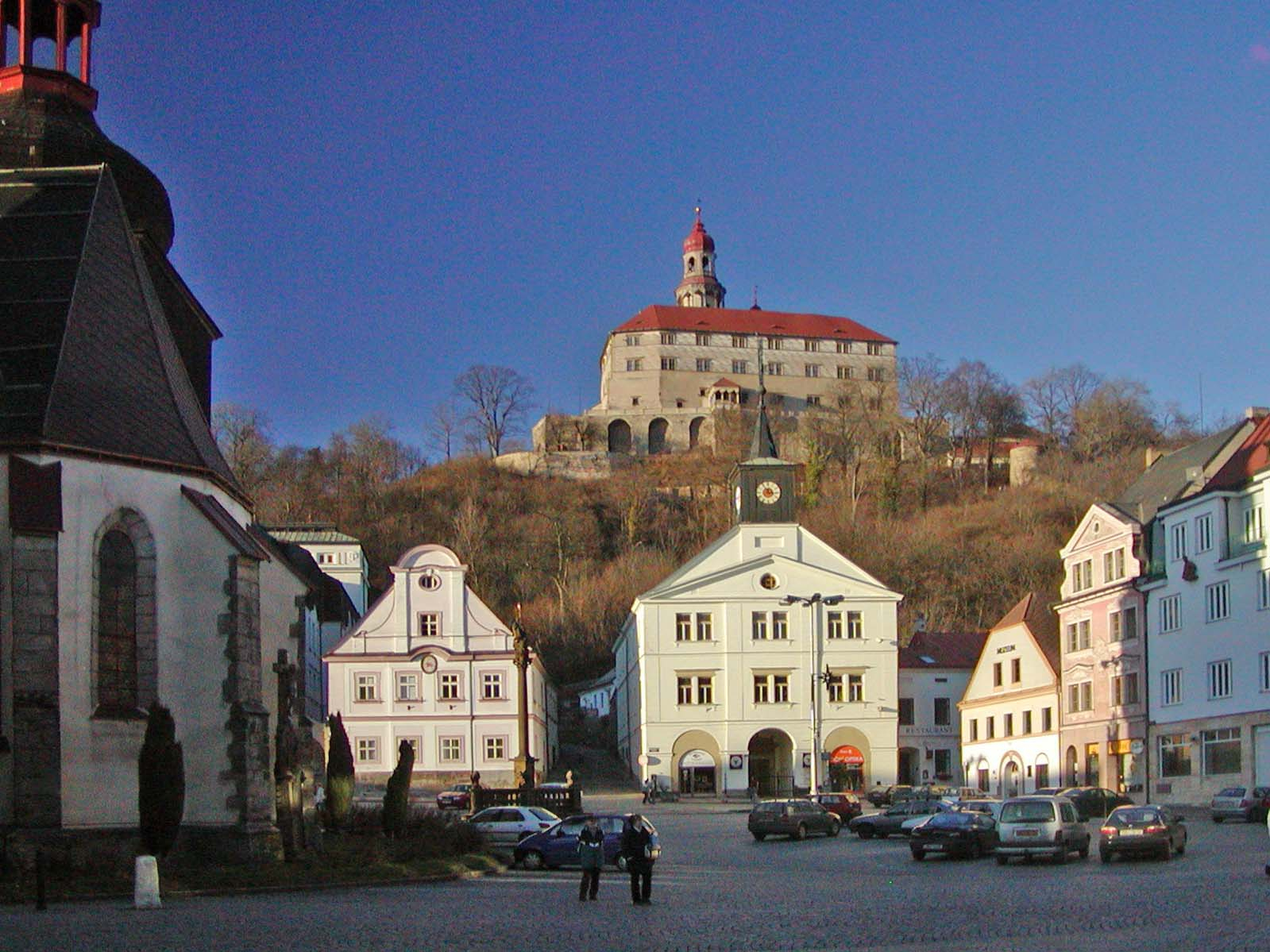
Pohled z Masarykova náměstí na Starou radnici a Náchodský zámek
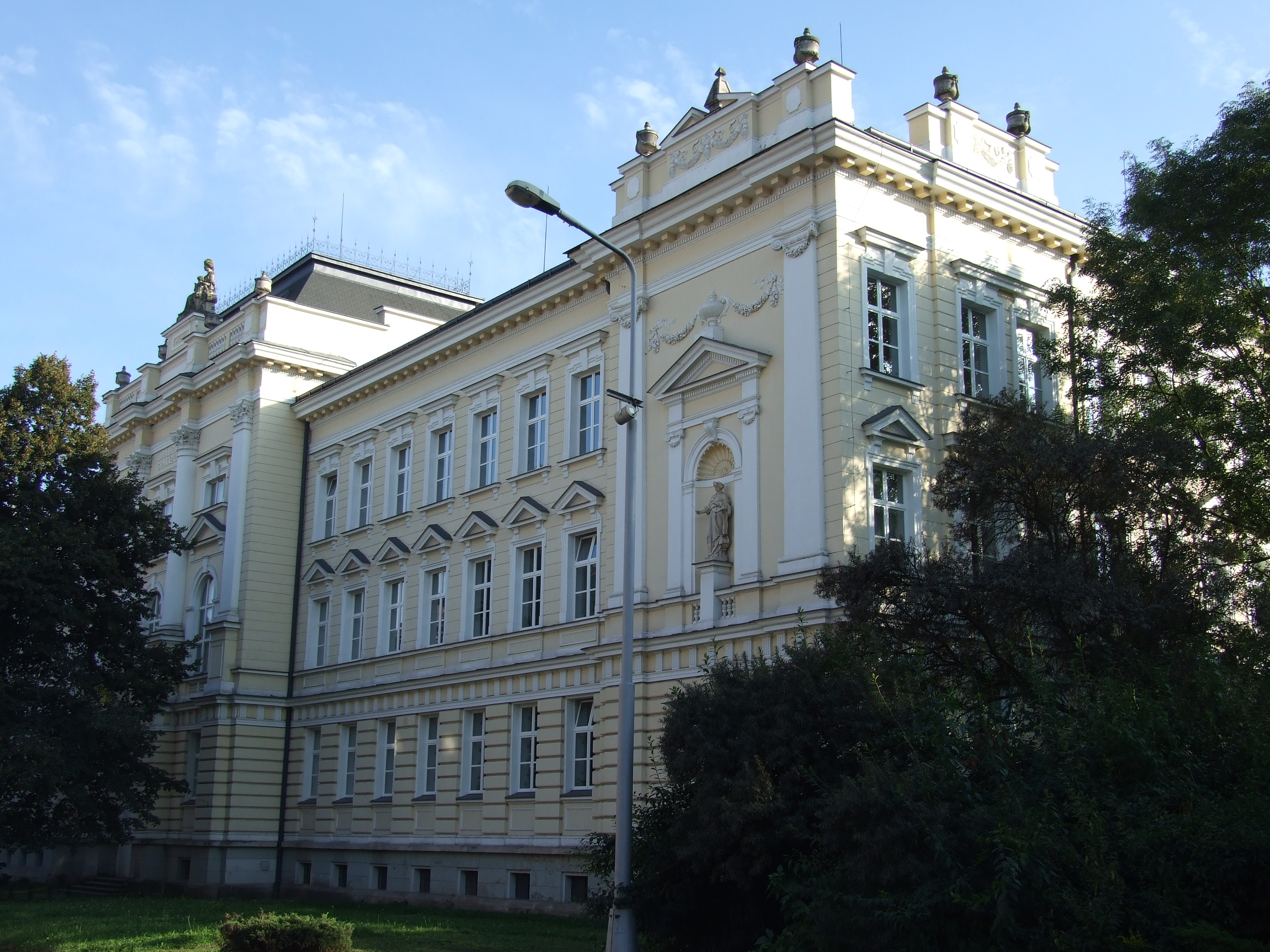
Jiráskovo gymnázium
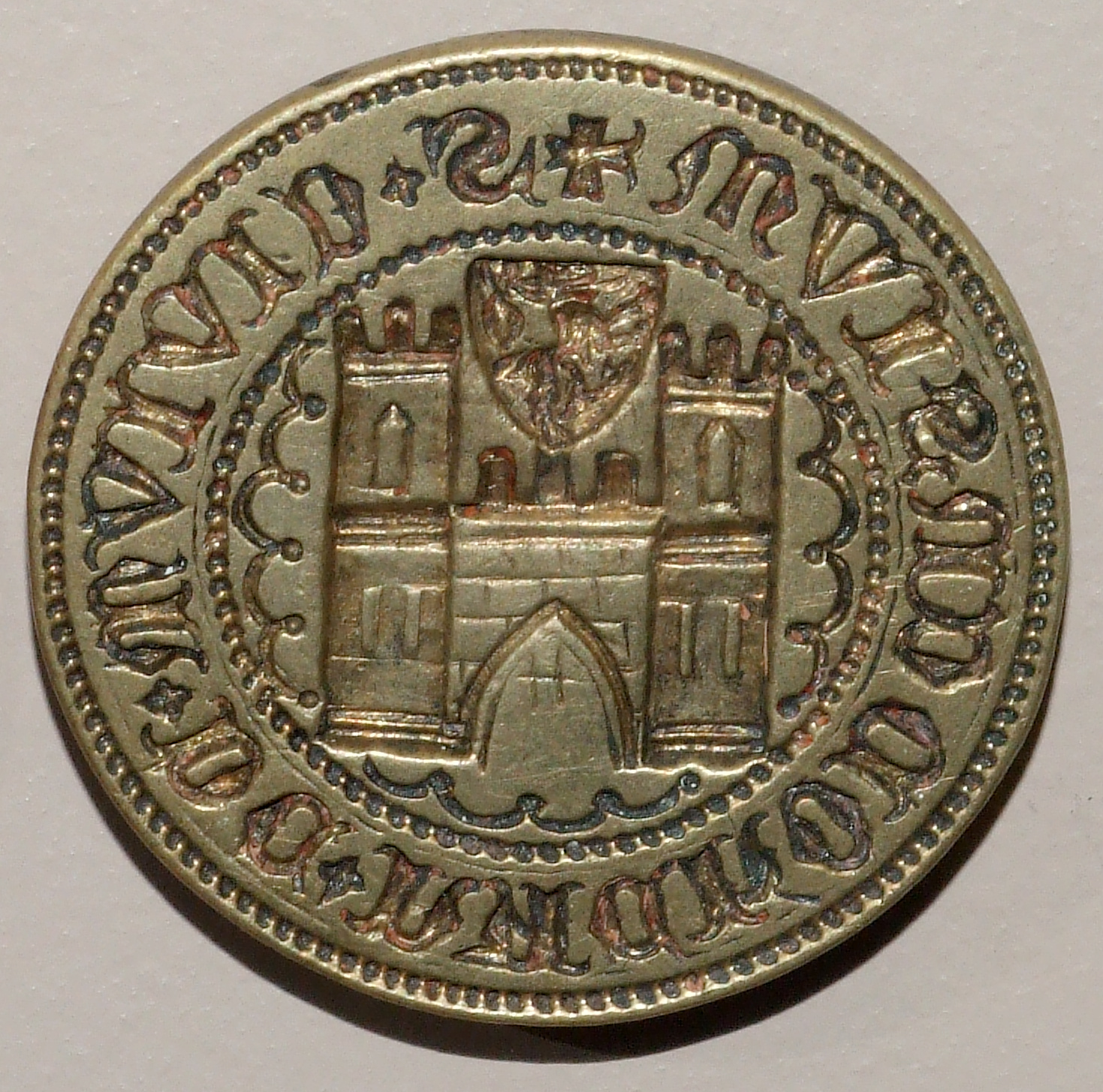
Pečeť města Náchoda ze 14. století
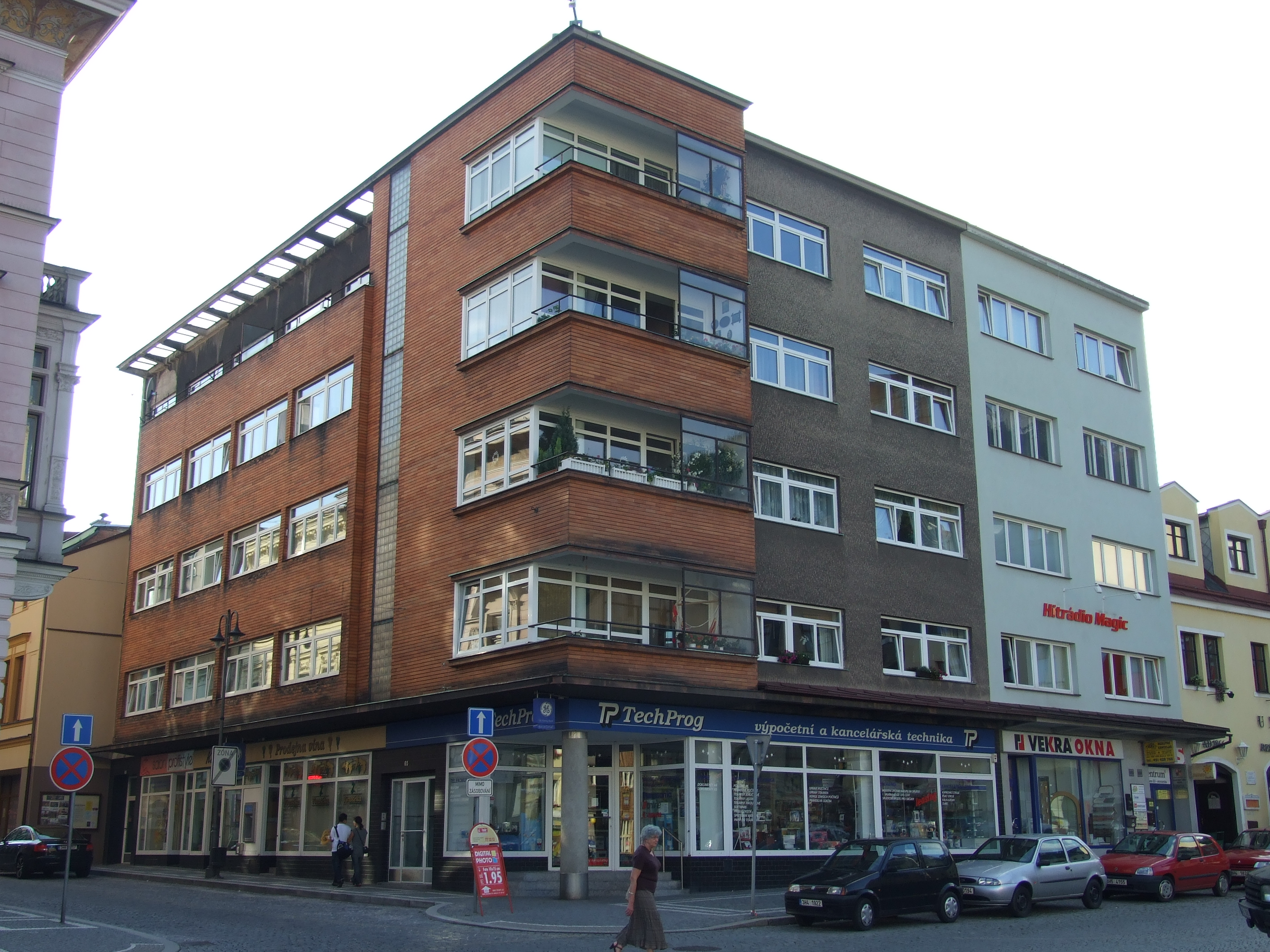
Funkcionalistická stavba od místního architekta Adolfa Erbena
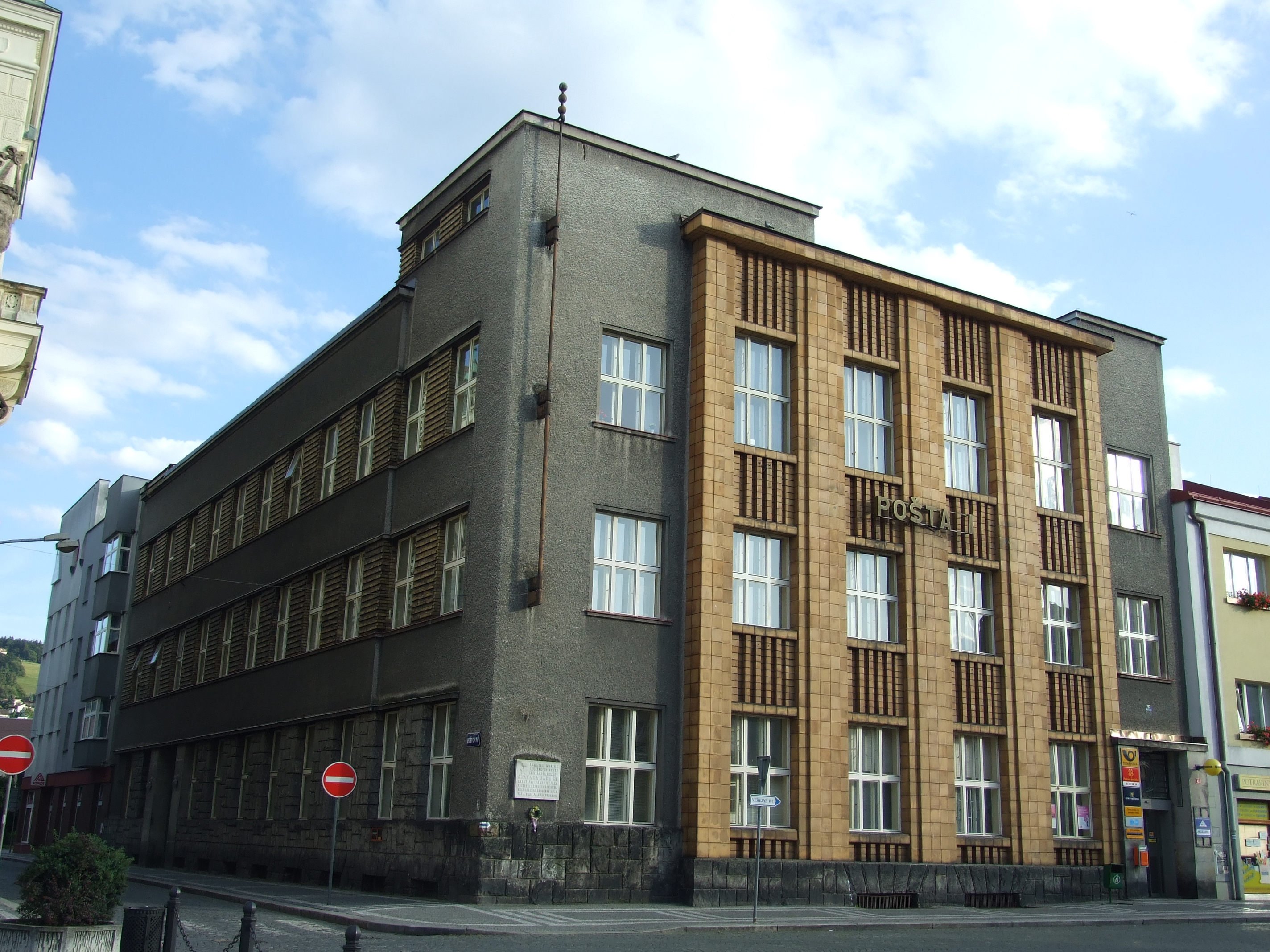
Cihlová budova pošty od Milana Babušky (1930) na Masarykově náměstí
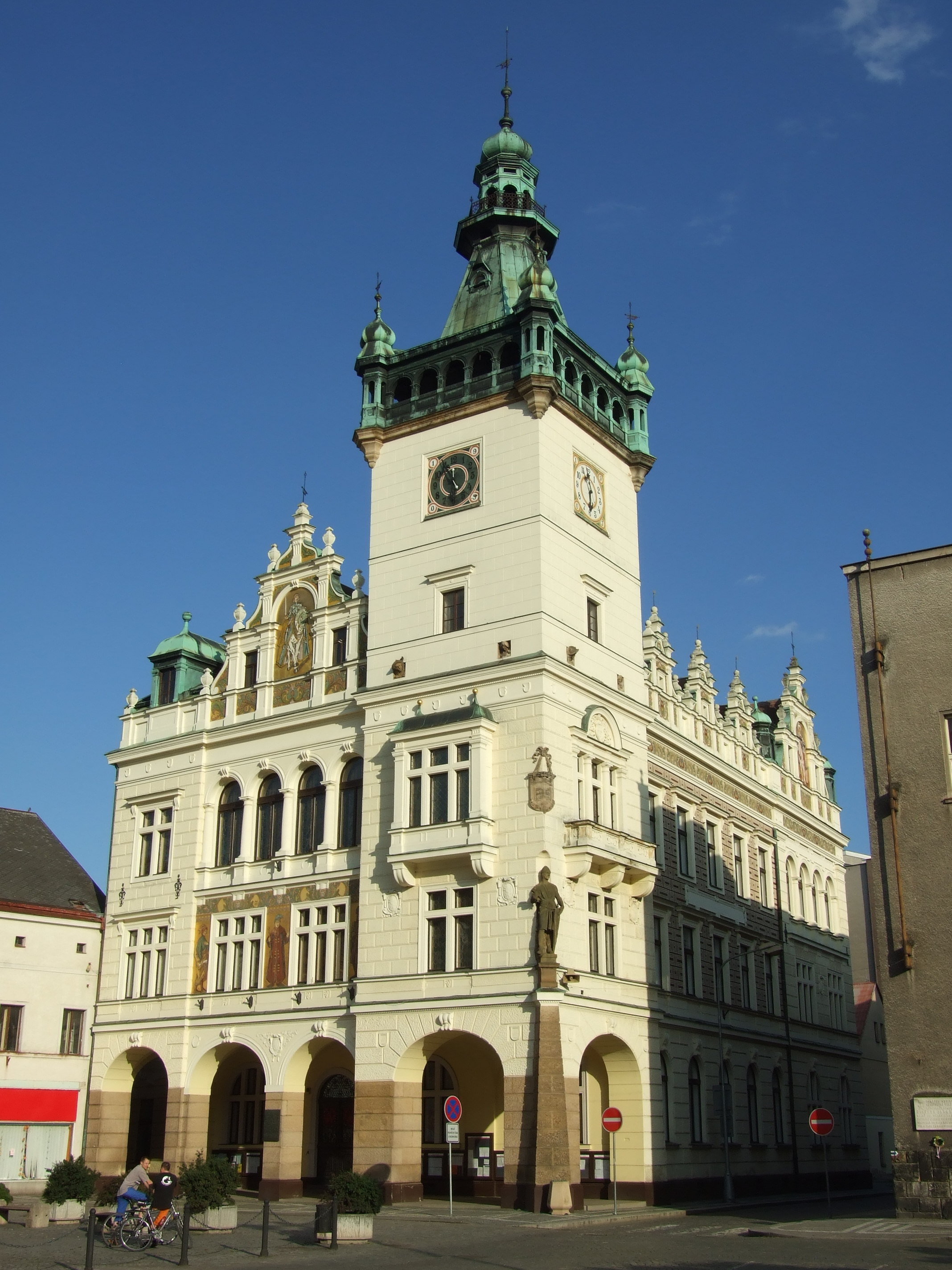
Nová radnice
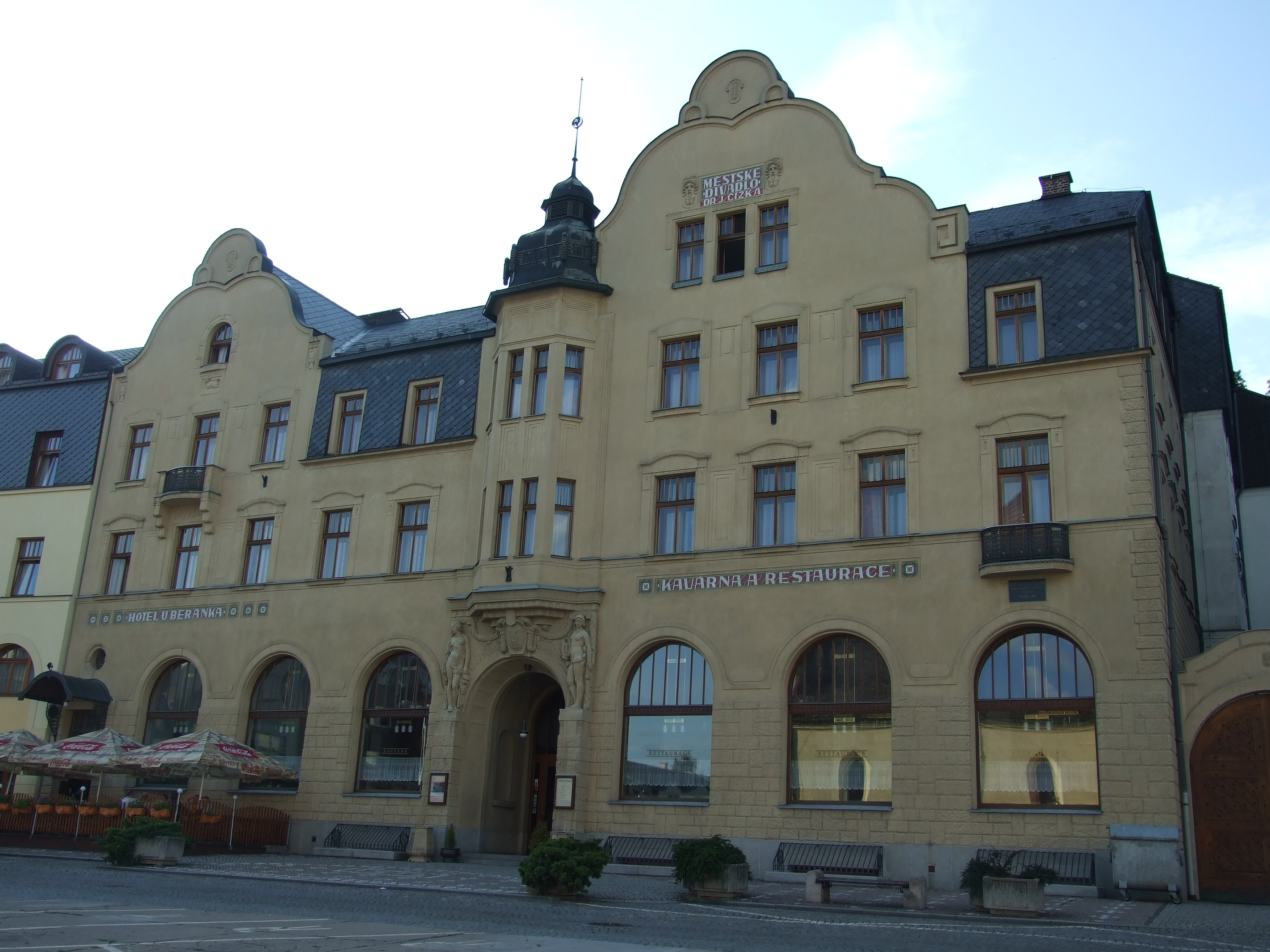
Hotel U Beránka
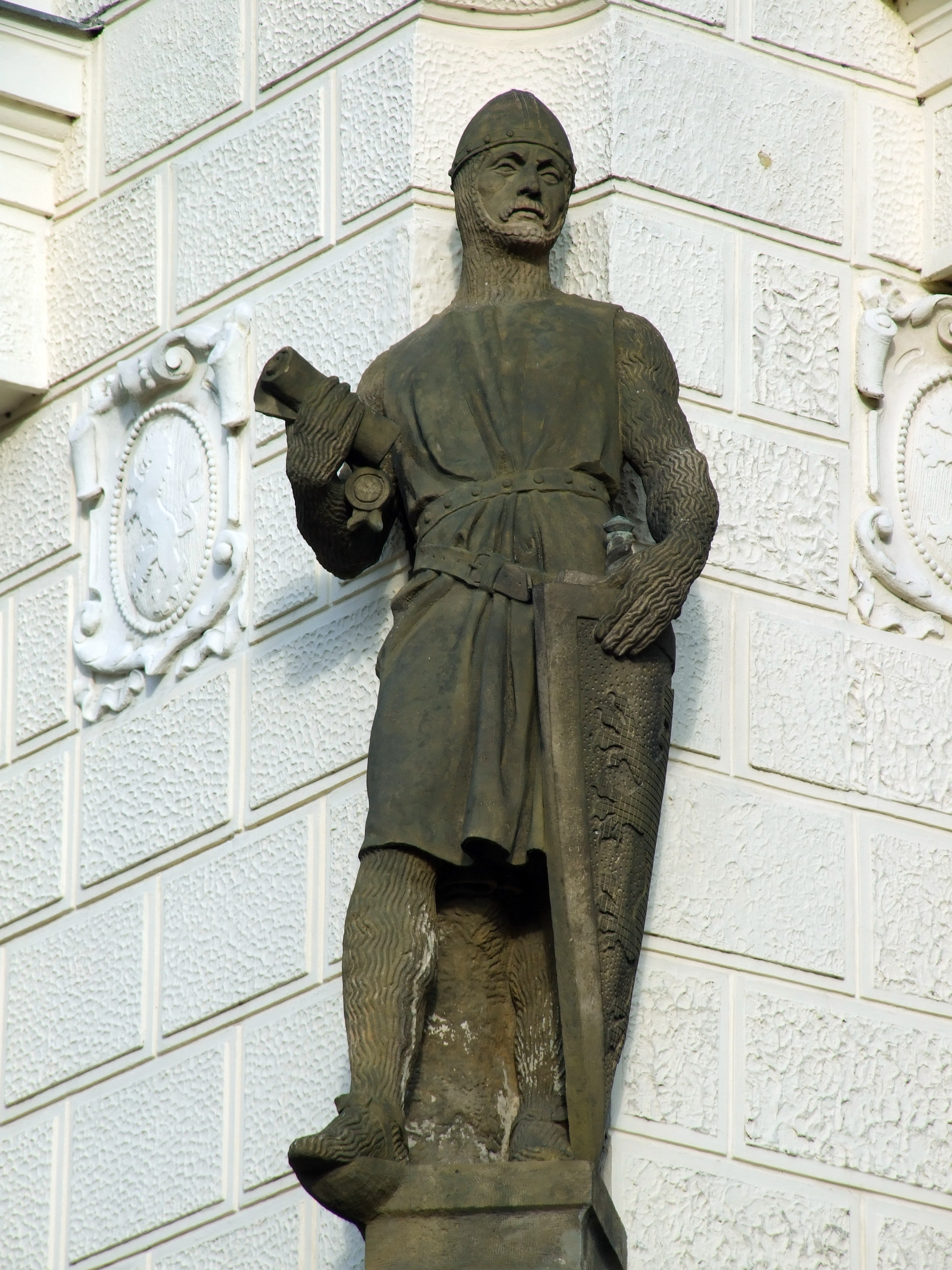
Socha rytíře Hrona, zakladatele hradu a města
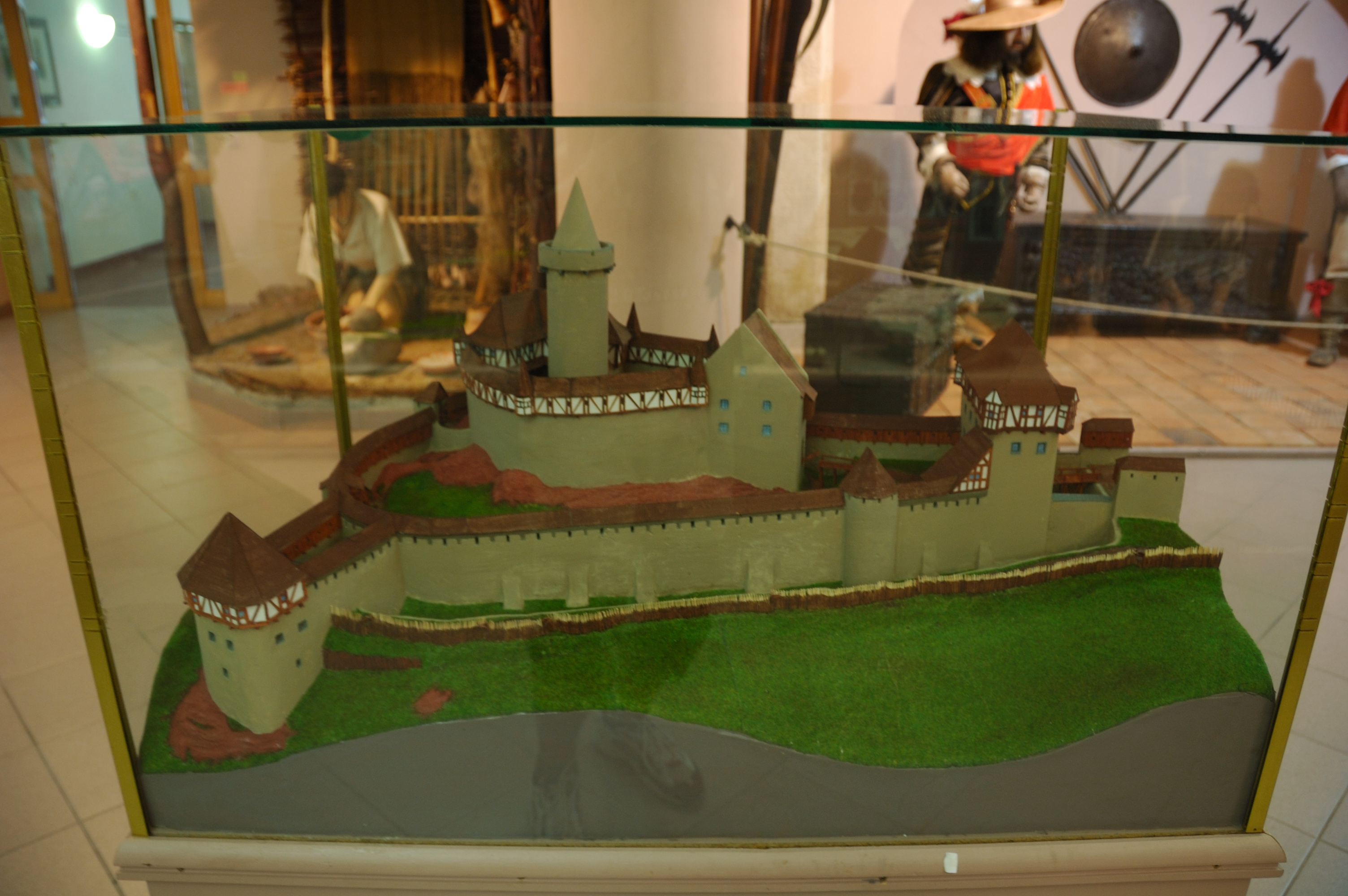
Původní podoba hradu Náchod
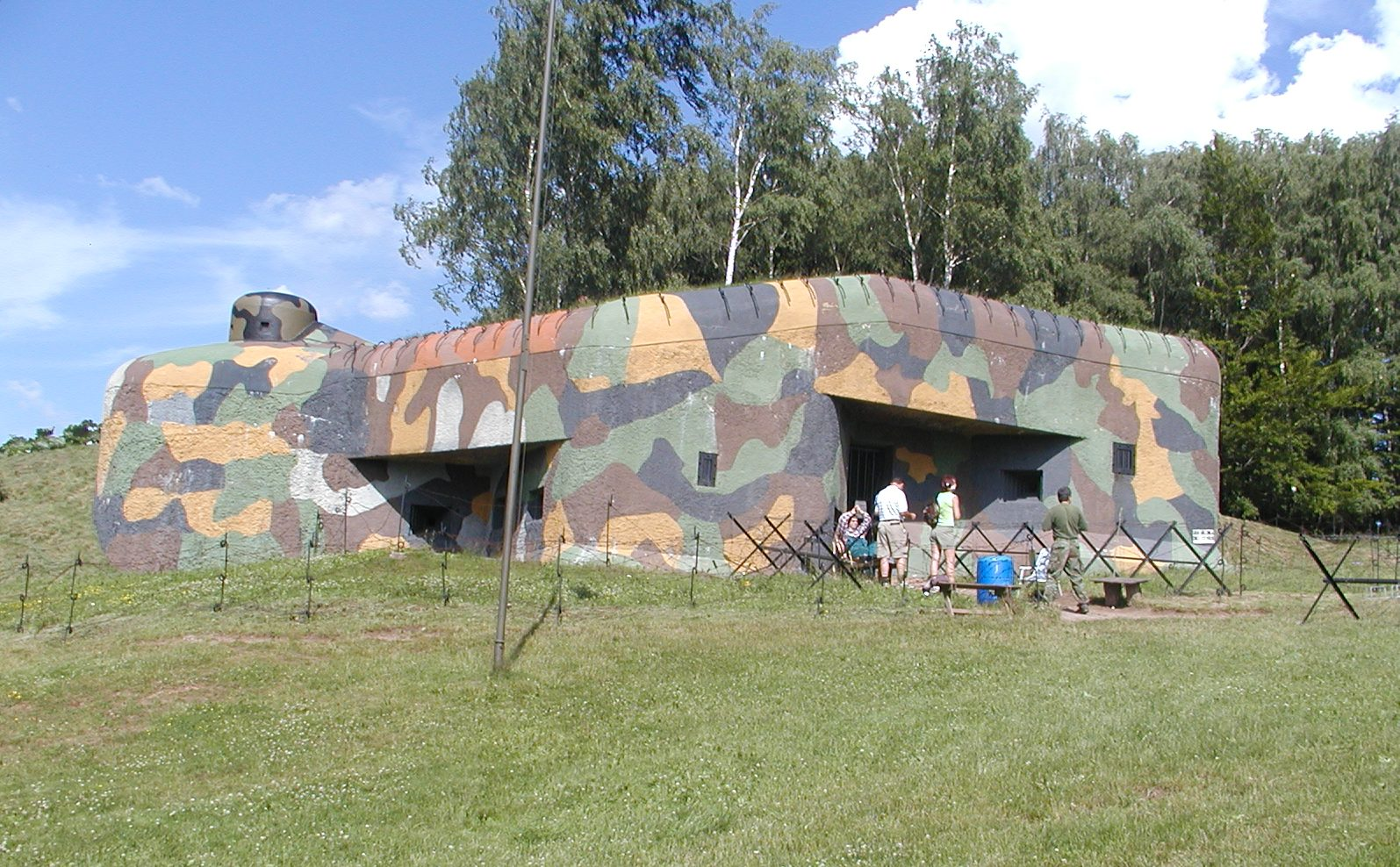
Pěchotní srub N-S 82 Březinka
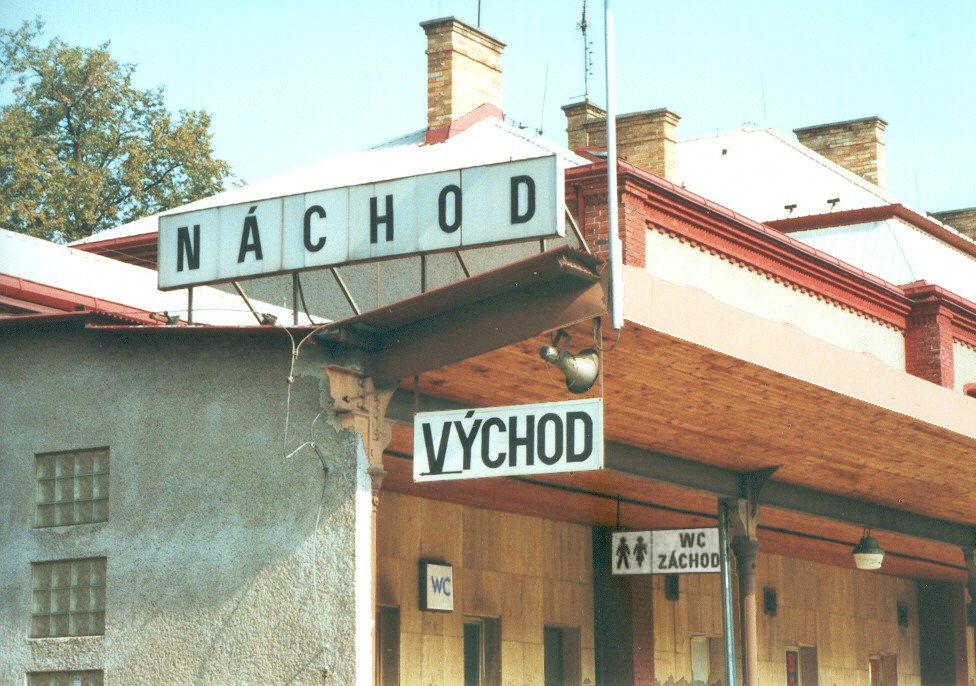
Slovní hříčka na nádraží – Náchod-východ-záchod
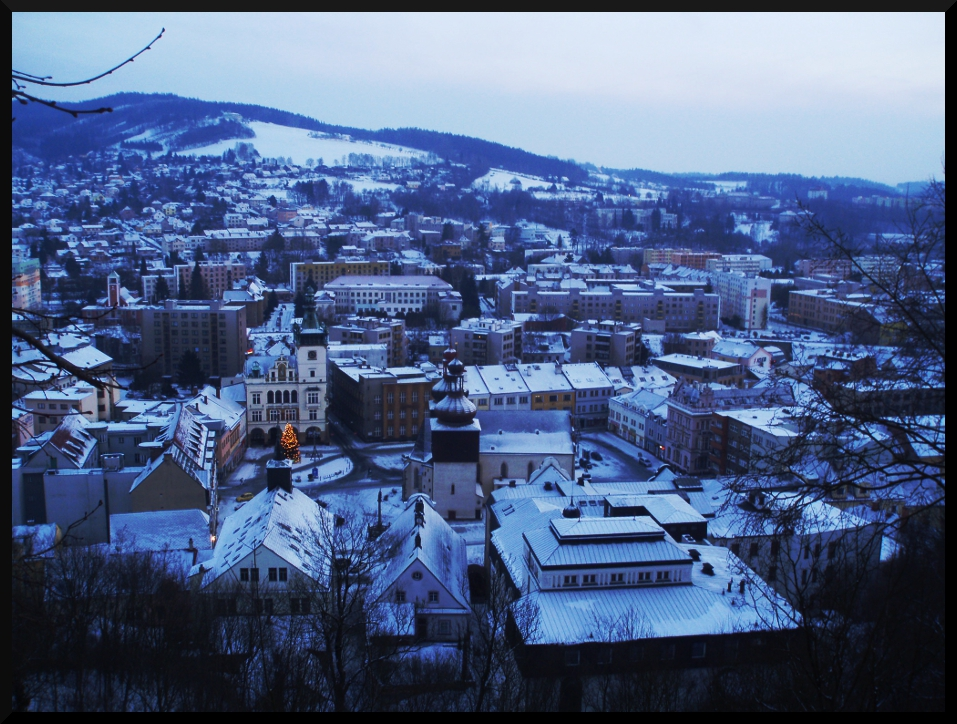
Náchod v zimě
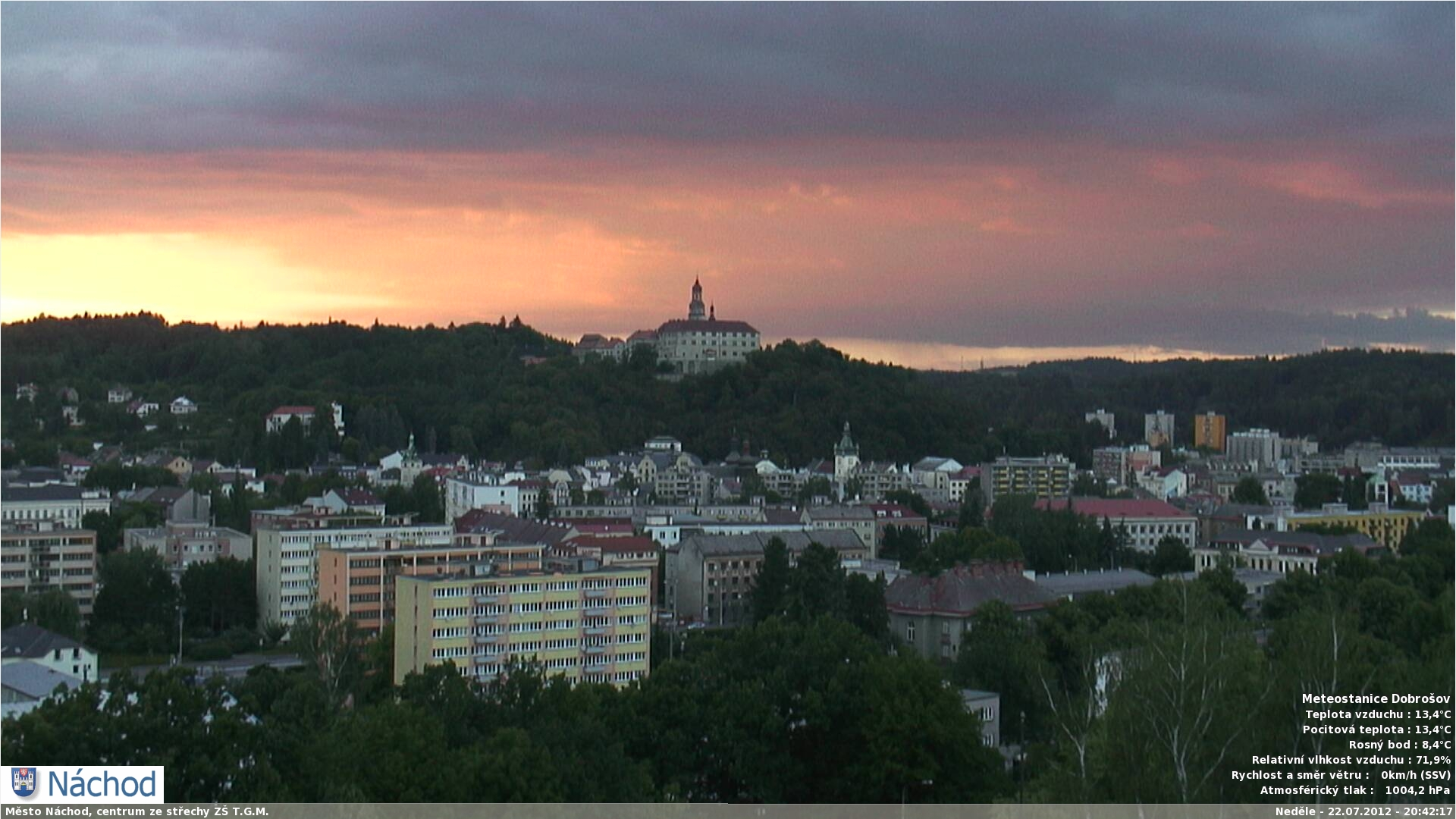
Centrum Náchoda se zámkem
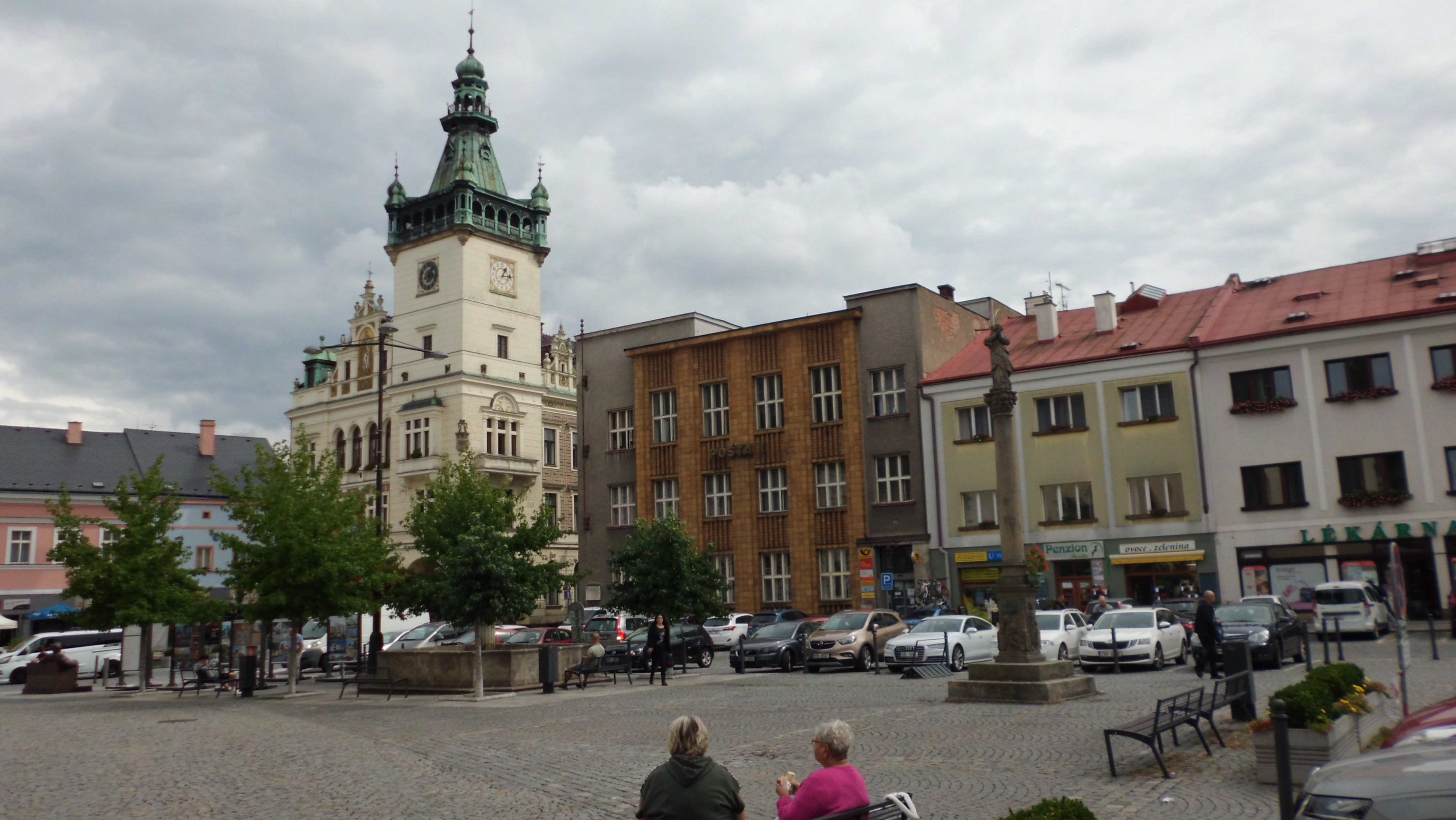
Masarykovo náměstí
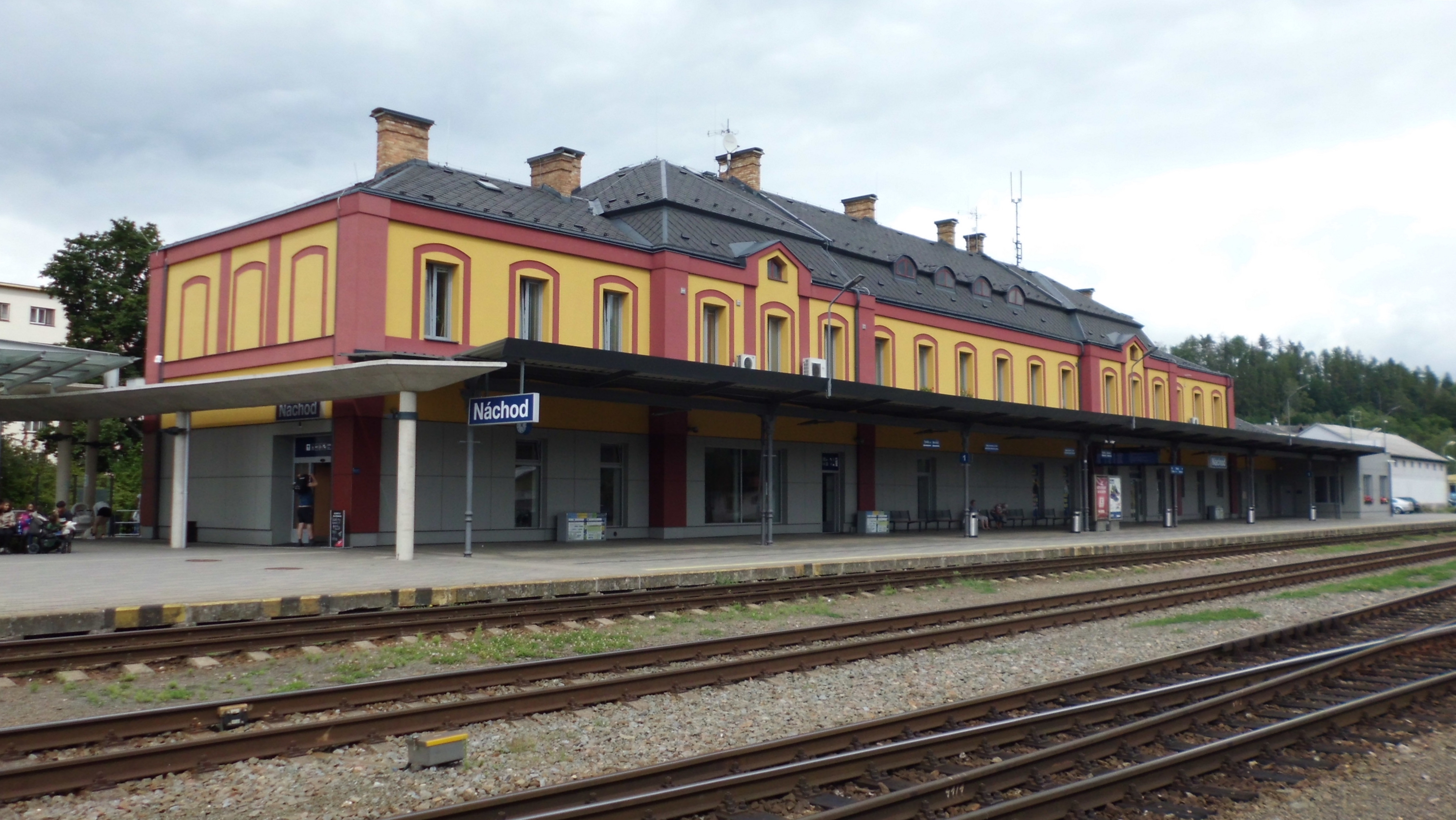
Železniční nádraží

## Partnerská města
- Halberstadt, Německo
- Kladsko, Polsko
- Kudowa-Zdrój, Polsko
- Partizánske, Slovensko
- Warrington, Spojené království
- Ťačiv, Ukrajina
- Bauska, Lotyšsko
- Persan, Francie

#### O náchodském zámku
- Informace o náchodském zámku na stránkách zamky-hrady.cz
- Náchodský zámek na stránkách pruvodce.com